# Beachvolleyball

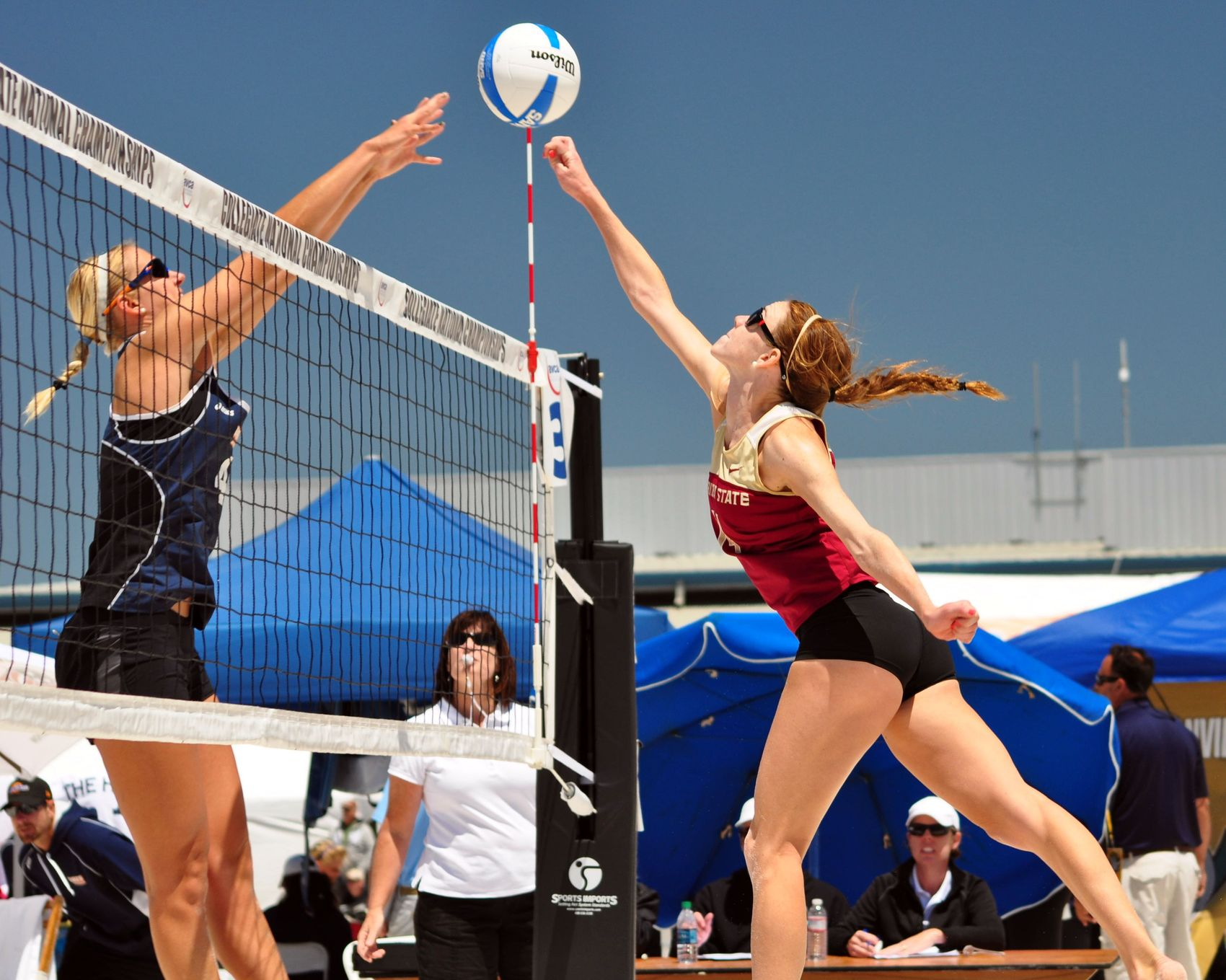
Szene aus einem Beachvolleyballspiel

Piktogramm für Beachvolleyball

Beachvolleyball bzw. Beach-Volleyball (aus englisch beach = Strand und Volleyball) ist eine olympische Mannschaftssportart aus der Gruppe der Rückschlagspiele, bei der sich zwei Mannschaften mit jeweils zwei Spielern auf einem Spielfeld aus Sand, das durch ein Netz geteilt ist, gegenüberstehen. Ziel des Spiels ist es, einen Ball über das Netz auf den Boden der gegnerischen Spielfeldhälfte zu spielen oder die gegnerische Mannschaft zu einem Fehler zu zwingen.
Vom Volleyball in der Halle unterscheidet sich diese Sportart vor allem durch die Anzahl der Spieler, die Beschaffenheit des Spielfelds und die geringere Spieldauer. Angesichts der anderen Bedingungen, die die Beachvolleyball-Regeln vorgeben, haben sich technische Varianten entwickelt, die in der Halle selten zu sehen sind, wie zum Beispiel der Poke-Shot, bei dem der Ball mit den Mittelgliedern von Zeige- und Ringfingern gestoßen wird.
Beachvolleyball entwickelte sich zu Beginn des 20. Jahrhunderts in den Vereinigten Staaten. Im Laufe der Zeit wurde die Sportart immer weiter professionalisiert, um das Image als reiner Freizeitsport abzulegen. Bei den Olympischen Spielen 1996 gehörte Beachvolleyball erstmals zum offiziellen Programm und 1997 fand in Los Angeles die erste offizielle Weltmeisterschaft statt. Seit den frühen Zeiten dominieren Teams aus den Vereinigten Staaten und Brasilien diese Sportart, aber mittlerweile feiern auch andere Nationen Erfolge, darunter Deutschland mit zwei Olympiasiegen.
Organisiert wird Beachvolleyball – wie der Hallen-Volleyball – vom Weltverband FIVB, kontinentalen Verbänden wie der CEV in Europa sowie den nationalen Volleyball-Verbänden, unter anderem DVV, ÖVV und Swiss Volley. Neben den Olympischen Spielen, der Weltmeisterschaft und kontinentalen Turnieren wie der Europameisterschaft ist der wichtigste internationale Wettbewerb die Volleyball World Beach Pro Tour, die 2022 die FIVB World Tour ablöste. Auf nationaler Ebene finden ebenfalls Turnierserien statt. Dazu gehören die German Beach Tour in Deutschland, die Austrian Beach Volleyball Tour in Österreich, die Coop Beachtour in der Schweiz und die AVP-Tour in den Vereinigten Staaten.
Beachvolleyball ist in den Medien weitestgehend eine Randsportart. Die knappe Spielkleidung der Athletinnen führte hingegen schon zu einigen Kontroversen. In der Freizeit ist der Sport vor allem am Strand beliebt, aber auch in Städten gibt es immer mehr Anlagen. Weitere verwandte Sportarten sind Snowvolleyball und Footvolley.

## Regeln

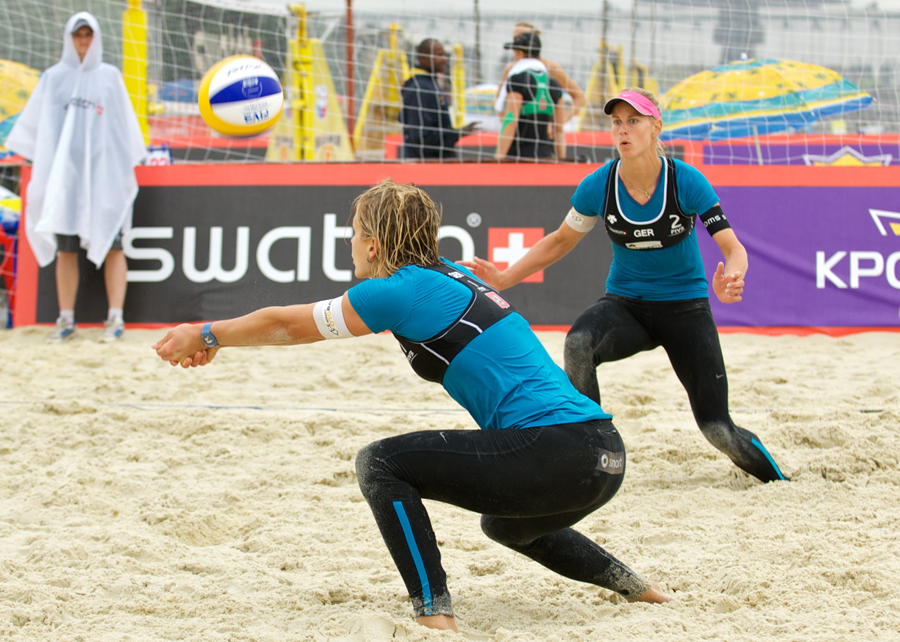
Goller/Ludwig mit passender Spielkleidung zum schlechten Wetter

Die offiziellen Regeln der Sportart werden vom internationalen Volleyballverband FIVB festgelegt. Die aktuelle Version des Regelwerks, die beim 37. Weltkongress des Verbands festgelegt wurde, gilt seit 2021. Bei kontinentalen und nationalen Wettbewerben sind zusätzliche Bestimmungen möglich und bei inoffiziellen Spielen in der Freizeit gibt es Abweichungen.

### Spieler und Kleidung
Eine Beachvolleyball-Mannschaft besteht offiziell aus zwei Spielern. Ein Spieler jedes Duos agiert als Mannschaftskapitän. In Freizeitmannschaften treten auch mehr als zwei Spieler pro Team an.
Die Spieler treten auf dem Feld barfuß an. Die Männer tragen Shorts und ein Shirt. Die Frauen durften lange Zeit nur in einem Bikini spielen, was zu Sexismus-Vorwürfen führte (siehe unten). 2012 wurde diese Regel überarbeitet, sodass die Frauen heute mit Shorts bis oberhalb des Knies und Shirts mit Ärmeln spielen dürfen. Bei schlechten Wetterbedingungen sind wärmere Kleidungsstücke wie Leggings erlaubt.

### Spielfeld

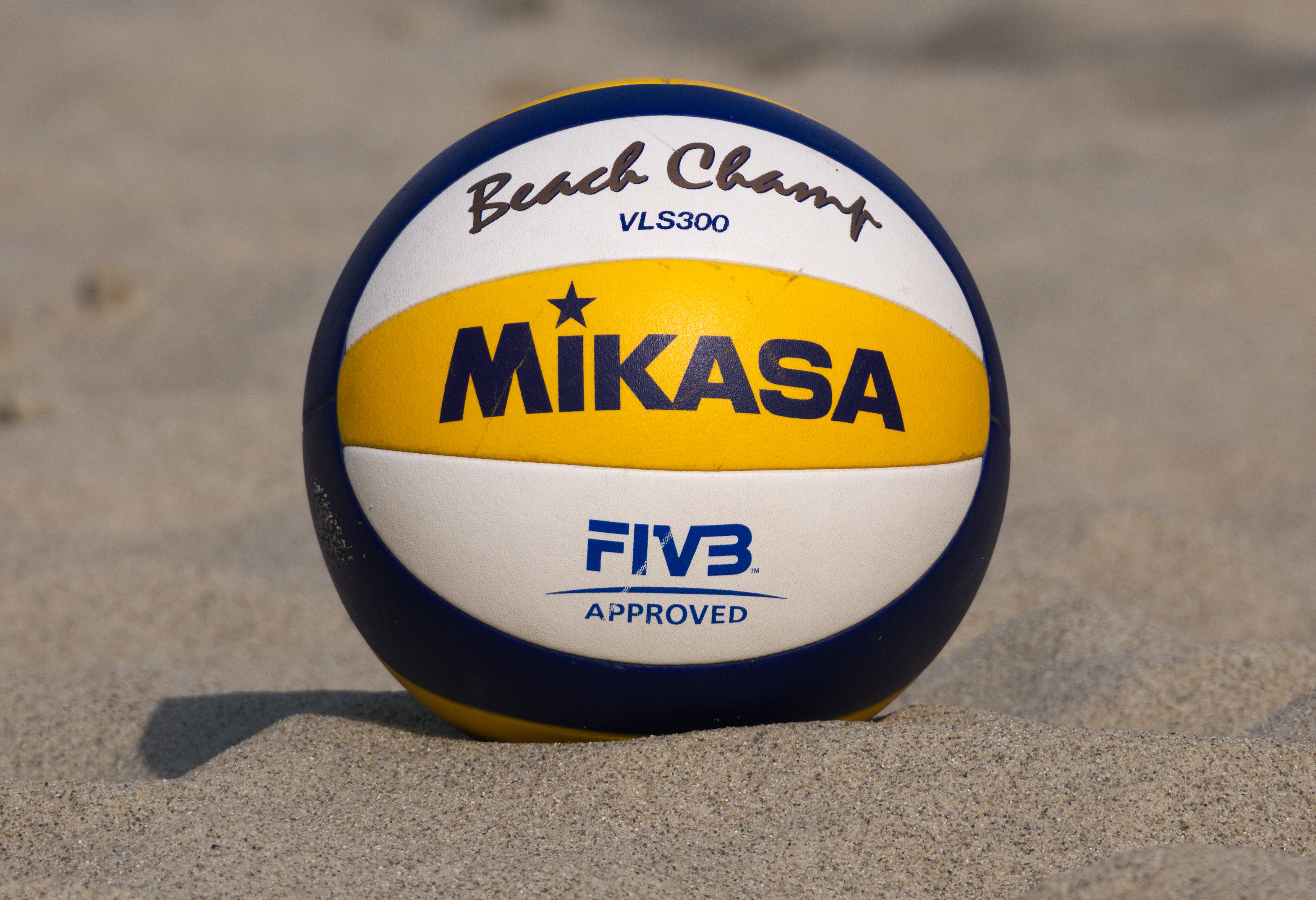
Offizieller Spielball

Seit einer Regeländerung aus dem Jahr 2001 hat das rechteckige Spielfeld eine Fläche von 16 mal 8 Metern (zuvor 18 mal 9 Meter), die komplett mit Sand bedeckt ist. Jedes Team spielt also in einer Hälfte von 8 mal 8 Metern. Damit ist jede Kante einen Meter kürzer als beim Hallenvolleyball. Das Spielfeld wird von fünf Zentimeter breiten Linien aus elastischen Bändern eingegrenzt. Außerhalb der begrenzenden Seitenlinien ist eine Freizone von mindestens drei Metern vorgeschrieben. Es gibt keine Mittellinie, aber ein Spieler darf die gegnerische Hälfte nur betreten, wenn der Gegner dadurch nicht gestört wird.
In der Mitte wird das Spielfeld durch ein Netz getrennt, das wie beim Hallenvolleyball an der oberen Kante 2,43 m (Männer) oder 2,24 m (Frauen) hoch hängt. Das 8,5 m lange Netz trägt an den seitlichen Rändern jeweils eine Antenne, die genau über der Seitenlinie hängt.

### Ball
Der Ball besteht außen aus einem wasserabweisenden, weichen Material (meistens Kunstleder) und einer Gummiblase im Inneren. Er muss den Bedingungen im Freien wie Wasser und Sand standhalten und sollte helle Farben haben. Mit einem Umfang von 66 bis 68 cm und einem Gewicht von 260 bis 280 g ist er minimal größer als der Hallenvolleyball. Der Innendruck des Balles ist mit 171 bis 221 mbar allerdings geringer als der des Hallenvolleyballes (294 bis 319 mbar).

### Spielablauf
Der Ballwechsel beginnt mit dem Aufschlag, der hinter der Grundlinie ausgeführt wird und auf direktem Weg das Netz zwischen den beiden Antennen passieren muss. Die gegnerische Mannschaft muss freie Sicht auf den aufschlagenden Spieler haben und kann dies bei Bedarf einfordern. Wenn die annehmende Mannschaft einen Punkt erzielt, wechselt das Aufschlagrecht. Der Spieler des Teams, der zuletzt nicht aufgeschlagen hat, wird neuer Aufschläger und serviert solange, bis das Aufschlagsrecht wieder an den Gegner geht.
Eine Mannschaft muss den Ball spätestens mit der dritten Berührung über das Netz spielen. Der Block zählt dabei – im Gegensatz zum Hallenvolleyball – als erster Ballkontakt, weshalb anschließend nur noch zwei weitere Kontakte erlaubt sind. Die beiden Spieler müssen den Ball abwechselnd berühren. Ausnahmen gibt es nur direkt nach dem Block (der blockende Spieler darf den Ball ein zweites Mal berühren) oder wenn es beim ersten Ballkontakt „innerhalb derselben Aktion“ zu einer Doppelberührung kommt (z. B. von den Armen auf einen anderen Körperteil). Der Ball darf mit allen Körperteilen gespielt werden.
Sowohl das obere Zuspiel als auch das untere Zuspiel ist möglich. Beim oberen Zuspiel (Pritschen) fordern die Regeln eine „saubere“ Technik. Der Ball darf nur über das Netz gepritscht werden, wenn er rechtwinklig zur Schulterachse, also gerade nach vorn oder hinten, jedoch nicht zur Seite gespielt wird. Ansonsten ist das Pritschen über das Netz nur erlaubt, wenn es „unabsichtlich“, also in deutlich erkennbarer Absicht eines Zuspiels erfolgt (beispielsweise wenn der Wind den Ball auf die gegnerische Seite weht). Das Legen mit der offenen Hand bzw. der aus der Halle bekannte Lob (Angriffsfinte in der Technik des einhändigen oberen Zuspiels mit offener Hand) ist nicht erlaubt und gilt als technischer Fehler. In der Feldabwehr ist das obere Zuspiel unter Zuhilfenahme der Finger (offene Hände) ebenfalls streng reglementiert. Der Ball darf weder geführt (zu lange berührt) noch gefangen oder geworfen werden. Einzige Ausnahme ist ein hart geschlagener Ball des Gegners, bei dem ein leichtes Führen gestattet ist (sogenannter „Beachdig“), wobei die Hände mit schalenförmig gehaltenen Handflächen zum Ball geführt werden und dieser durch eine aktive Streckung der Arme gespielt wird. Wann ein Ball als „hart geschlagen“ gilt, richtet sich nach der zur Verfügung stehenden Reaktionszeit des Abwehrspielers, der Entfernung, die der Ball zurücklegt, sowie der Geschwindigkeit und der Flugkurve. Ein Aufschlag zählt nicht als harter Angriffsschlag.
Ein Ballwechsel endet, wenn einer Mannschaft ein Fehler unterläuft:
- Ein Spieler schlägt den Ball ins Aus, also in den Bereich außerhalb der gegnerischen Spielfeldhälfte.
- Ein Spieler spielt den Ball nicht regelkonform übers Netz oder lässt ihn in der eigenen Spielfeldhälfte auf den Boden fallen.
- Ein Spieler begeht einen technischen Fehler.

### Zählweise

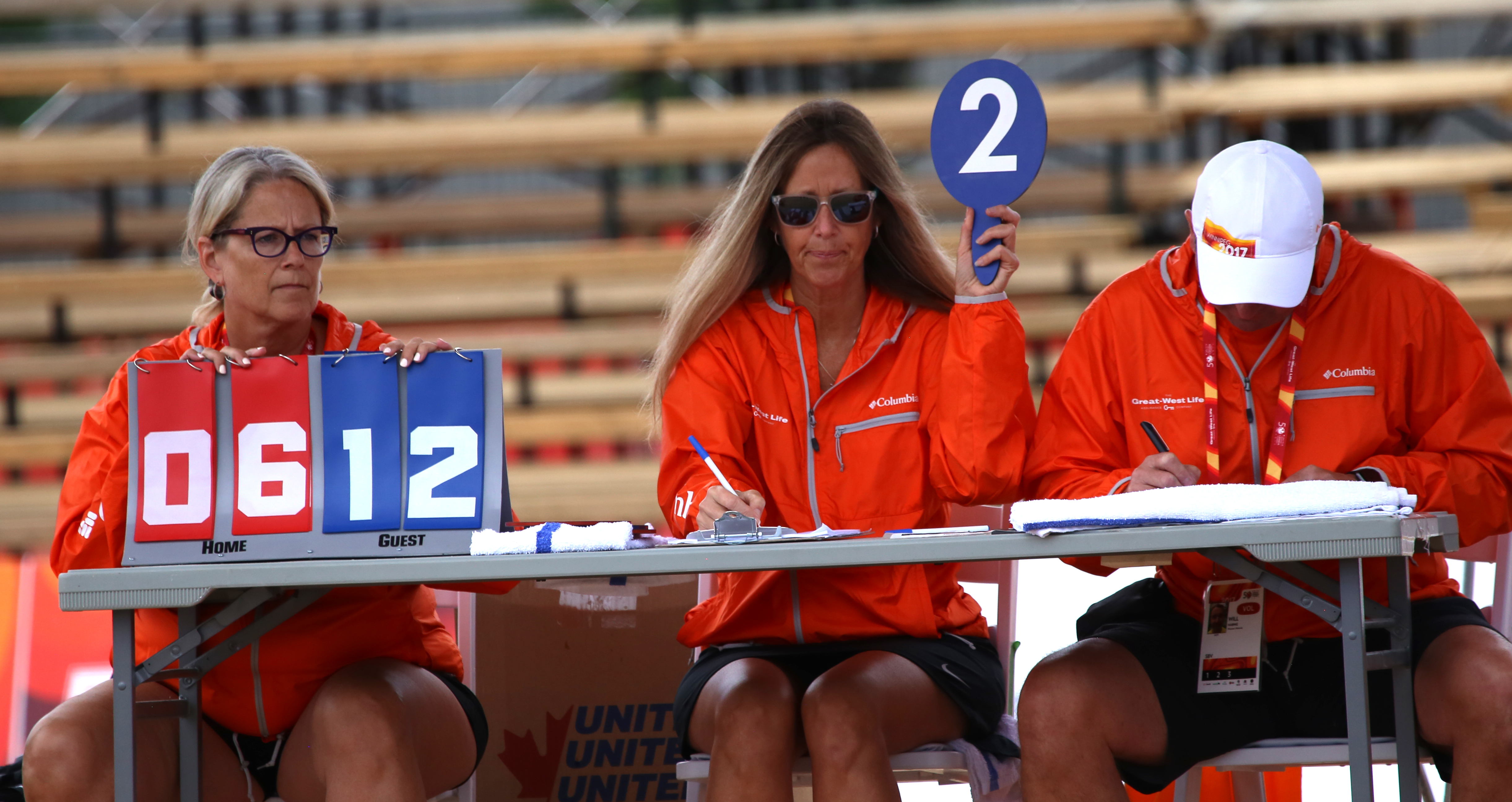
Schreiber mit Zählgerät

Wenn es einer Mannschaft nicht gelingt, den Ball ordnungsgemäß zurückzuspielen, erhält der Gegner einen Punkt. Das Rally-Point-System, nach dem eine Mannschaft sowohl bei eigenem als auch bei gegnerischem Aufschlag Punkte erzielen kann, wurde 2001 eingeführt. Ein Spiel wird über zwei Gewinnsätze ausgetragen. In den ersten beiden Sätzen braucht man zum Gewinnen 21, im eventuellen dritten Satz (Tiebreak) 15 Punkte. Ein Satz gilt erst bei mindestens zwei Punkten Vorsprung als gewonnen. Um Nachteile auszugleichen, die unter freiem Himmel auftreten können, beispielsweise die blendende Sonne oder Wind, werden nach jeweils sieben (im Entscheidungssatz jeweils fünf) gespielten Punkten die Seiten gewechselt. Zwischen den Sätzen gibt es jeweils eine Minute Pause.

### Auszeit
Jeder Mannschaft steht pro Satz eine Auszeit für 30 Sekunden zu, deren Zeitpunkt sie frei wählen kann. Zusätzlich gibt es nach 21 gespielten Punkten eine im Regelwerk vorgeschriebene technische Auszeit, die ebenfalls 30 Sekunden dauert. Dies gilt aber nicht für den entscheidenden dritten Satz. Außerdem dürfen die Spieler das Spiel kurz unterbrechen, um ihre Sonnenbrille zu putzen. Da diese Aktion jedoch in vielen Fällen genutzt wird, um den Spielfluss des Gegners zu stören, muss der Schiedsrichter einen Spieler verwarnen, wenn er dieses taktische Mittel zu häufig anwendet. Sollte sich ein Spieler während des Spiels verletzen, hat die betroffene Mannschaft fünf Minuten Zeit, um ihn wieder in einen einsatzfähigen Zustand zu versetzen (medizinische Auszeit). Falls dies nicht gelingt, wird das Spiel abgebrochen und für den Gegner gewertet. Ungünstige äußere Bedingungen (z. B. starker Regen) führen zu einer Unterbrechung des Spiels, das später mit dem gleichen Zwischenstand fortgesetzt wird.

### Schiedsrichter

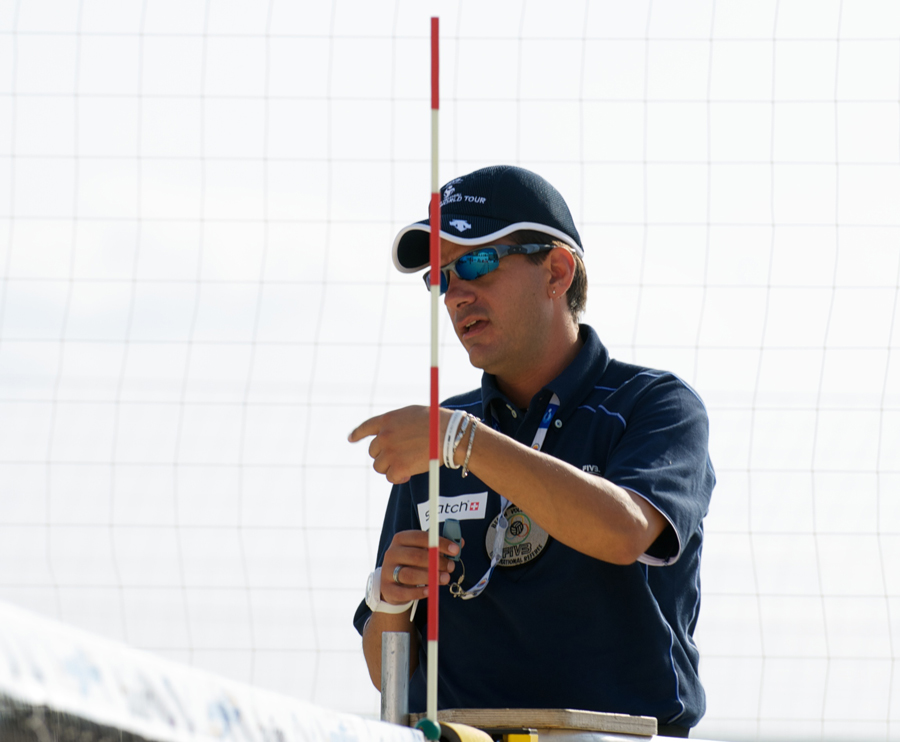
Erster Schiedsrichter

Ein offizielles Spiel wird von zwei Schiedsrichtern geleitet. Der erste Schiedsrichter steht auf einem Podest am Netzpfosten. Er trifft die Entscheidungen, insbesondere darüber, welches Team einen Ballwechsel gewonnen hat. Der zweite Unparteiische steht ihm gegenüber am anderen Ende des Netzes und assistiert. Zu seinem Aufgabengebiet gehören vor allem die Bewertung der netznahen Aktionen wie die Behinderung durch das Eindringen ins gegnerische Spielfeld oder fehlerhafte Netzberührungen. Er kontrolliert auch die Arbeit der Schreiber, die an einem Tisch hinter ihm sitzen und Punkte sowie weitere Daten zum Spielverlauf notieren. An den Linien überwachen bis zu vier Linienrichter unter anderem, ob ein Ball im Feld oder aus ist, und geben mit Fahnen entsprechende Signale.

### Videobeweis (Challenge)
Um umstrittene Schiedsrichterentscheidungen aufklären zu können, gibt es auch im Beachvolleyball einen Videobeweis, der meistens als Challenge bezeichnet wird. Überprüft werden können neben der Frage, ob ein Ball im Feld war, auch Blockberührungen, Netzkontakte, ein Ball an der Antenne und das Übertreten der Grundlinie. Die Spieler können mindestens zweimal pro Satz den Videobeweis anfordern. Über die Challenge entscheidet ein Challenge Schiedsrichter. Erkennt er die Unsicherheit durch die Videoaufnahmen als eindeutig aufgelöst an, ist der Widerspruch erfolgreich. Im Erfolgsfall bleibt die Challenge Möglichkeit erhalten. Hat ein Team zu Unrecht Widerspruch eingelegt, verlieren es eine Möglichkeit.
Auch der erste Schiedsrichter kann (von sich aus) den Videobeweis anfordern, wenn er sich seiner Entscheidung nicht sicher  ist.
Der Videobeweis wurde von der FIVB bei den Olympischen Spielen 2016 eingeführt. Anfang 2018 veröffentlichte die FIVB ein neues Regelwerk dazu. Wenn es am Spielfeld eine entsprechende Leinwand gibt, werden die Szene und die Entscheidung über die Challenge dort für alle sichtbar angezeigt.
Bei den Spielen der German Beach Tour in Deutschland gibt es seit 2018 den Videobeweis auf dem Centre Court.

## Technik
Da sich der Beachvolleyball-Sport aus dem Spiel in der Halle entwickelt hat, entsprechen die grundsätzlichen Techniken denen aus dem Volleyball.
Jeder Ballwechsel wird mit einem Aufschlag eingeleitet. Dabei schlägt der Spieler den Ball mit der Hand oder dem Arm übers Netz. Man unterscheidet einen Sprungaufschlag und den Aufschlag aus dem Stand. Beim „Topspin“ wird der Ball mit einer schnellen Bewegung und viel Kraft geschlagen, während er beim „Floatserve“ ohne Rotation getroffen wird und daher flattert.
Wie in der Halle gibt es die Unterscheidung zwischen oberem und unterem Zuspiel. Beim oberen Zuspiel („Pritschen“) berührt der Spieler den Ball mit gespreizten Händen, meistens vor oder über dem Kopf. Das Zuspiel kann sowohl in Sichtachse als auch als Überkopf-Zuspiel praktiziert werden. Da das obere Zuspiel mit technischen Schwierigkeiten verbunden ist und strengen Regeln unterliegt, hat das untere Zuspiel („Baggern“) im Beachvolleyball vor allem bei Profis eine größere Bedeutung als in der Halle. Hierbei wird der Ball mit nach vorne ausgestreckten, nebeneinander gehaltenen Armen gespielt, die eine Art Brett bilden.
Im Angriff kann der Ball wie in der Halle mit einem harten Schlag übers Netz gebracht werden. Platziertere Bälle sind mit „Shots“ möglich. Während der „Cutshot“ diagonal kurz hinters Netz gespielt wird, geht der „Lineshot“ parallel zur Seitenlinie in den hinteren Teil des Spielfelds. Eine speziell im Beachvolleyball benutzte Technik ist der „Pokeshot“ (oder Poke-Shot) (englisch: poke = Stoß), bei dem der Ball mit den Fingerknöcheln gespielt wird. Der ähnliche „Cobrashot“ wird mit den Fingerspitzen ausgeführt. Diese beiden Techniken werden oft benutzt, um den verbotenen „Lob“ (Angriffsfinte mit offener Hand) zu ersetzen.
Neben dem Baggern werden für die Annahme gegnerischer Aufschläge und Angriffe weitere Techniken verwendet, von denen einige nur im Beachvolleyball verbreitet sind. Die „Pokeabwehr“ ist die defensive Version des Pokeshots und wird für schwer erreichbare Bälle eingesetzt. Beim „Beachdig“ werden die schalenförmig gehaltenen Hände aktiv zum Ball bewegt. Beim „Tomahawk“ (benannt nach der gleichnamigen Waffe) wird der Ball mit aneinandergelegten Händen und verschränkten Fingern oberhalb der Schulter gespielt. Bei hart geschlagenen Bällen, die nah an den Körper kommen, kann der „Chickenwing“ benutzt werden; dabei wird der Ball mit dem angewinkelten Arm und Ellbogen seitlich neben dem Körper getroffen. Der „Gatordig“ (englisch: gator = Alligator) hat eine ähnliche Haltung wie der Beachdig, nur sind die Arme hier auf Hüfthöhe.
Der Block wird genau wie in der Halle ausgeführt, indem der Spieler nahe am Netz mit gestreckten Armen hochspringt. Bei einem erfolgreichen Block prallt der Ball direkt zum Gegner zurück. Ansonsten kann der Ball auf der eigenen Seite weiter gespielt werden.

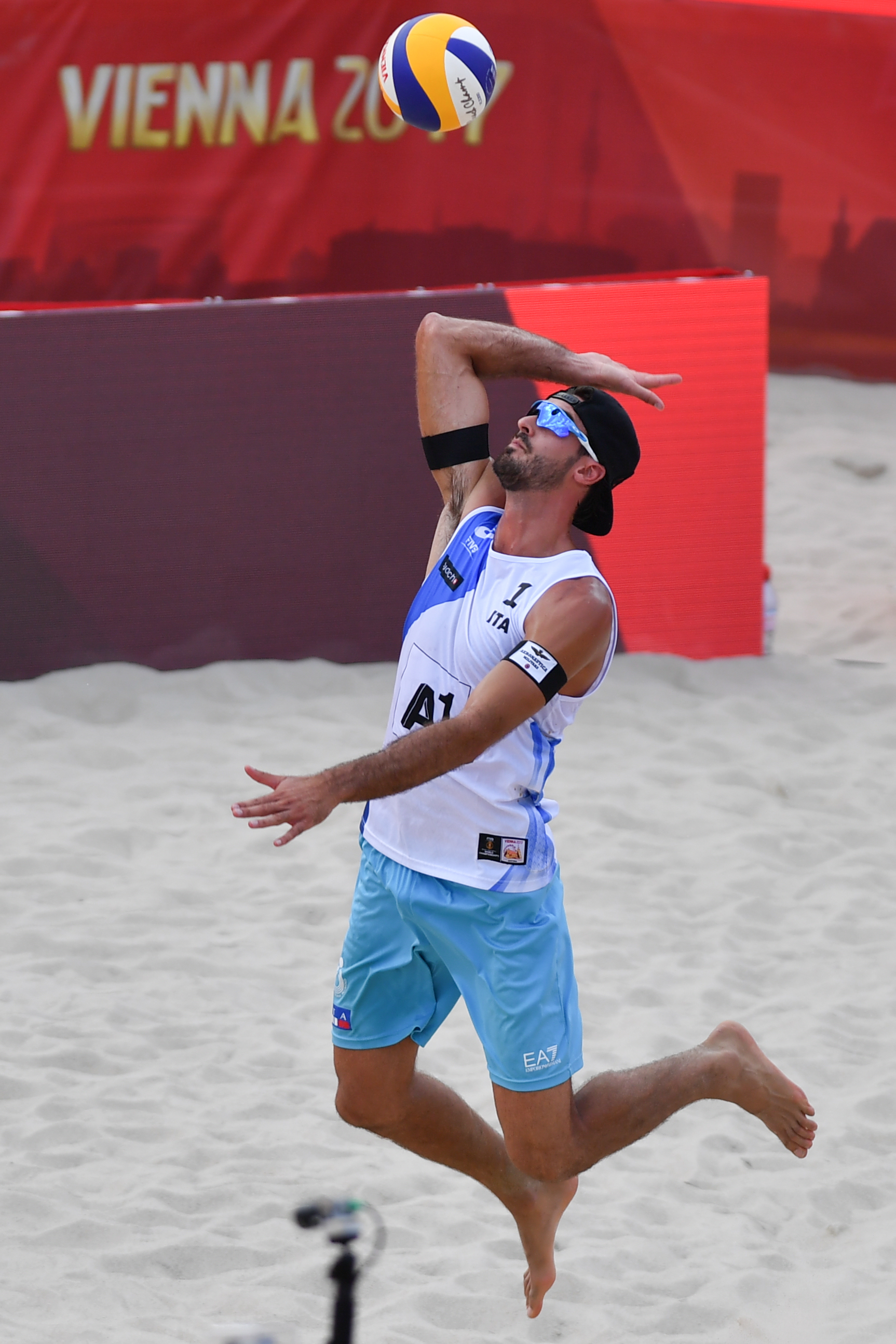
Alex Ranghieri beim Sprungaufschlag
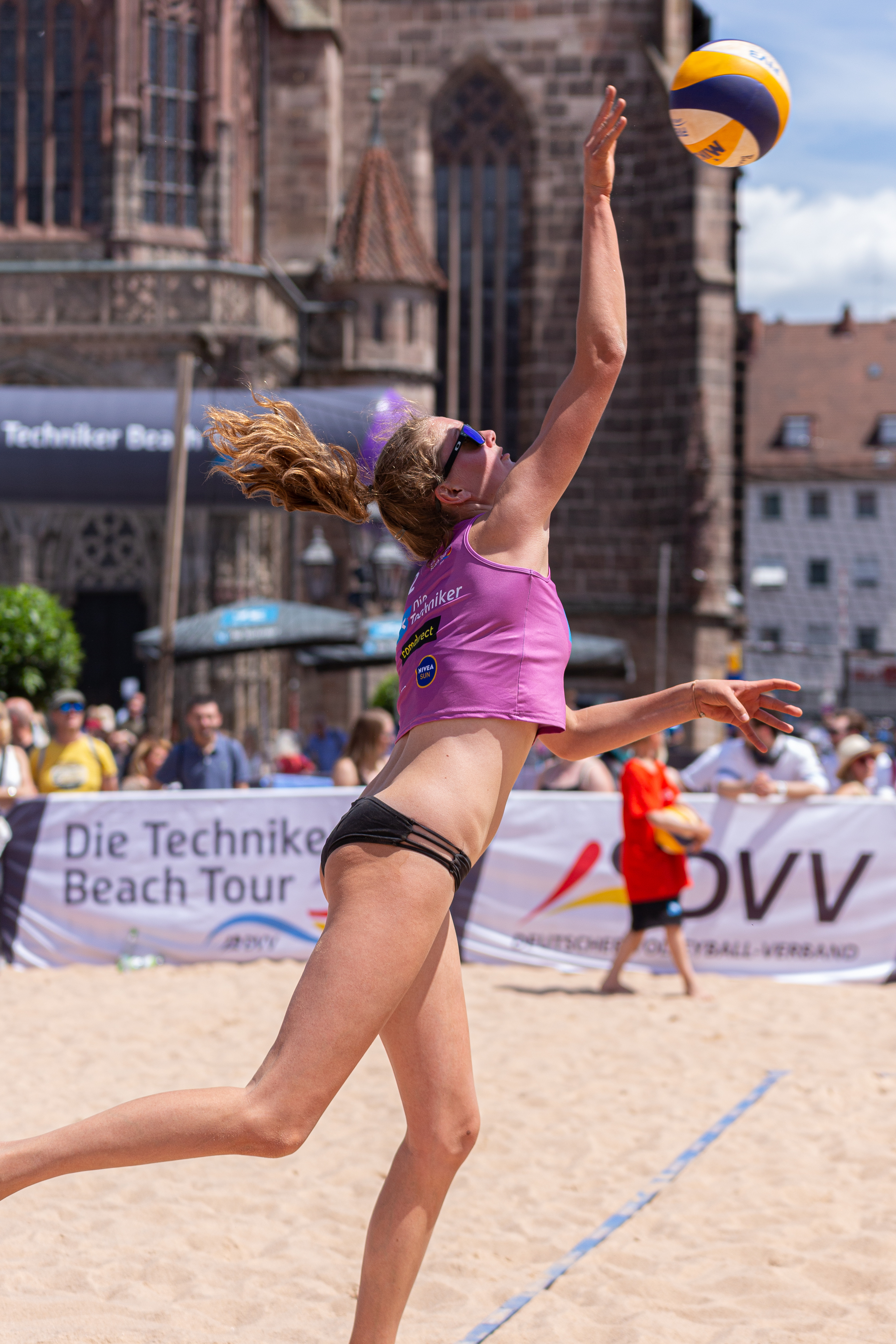
Sarah Schulz beim Aufschlag aus dem Stand
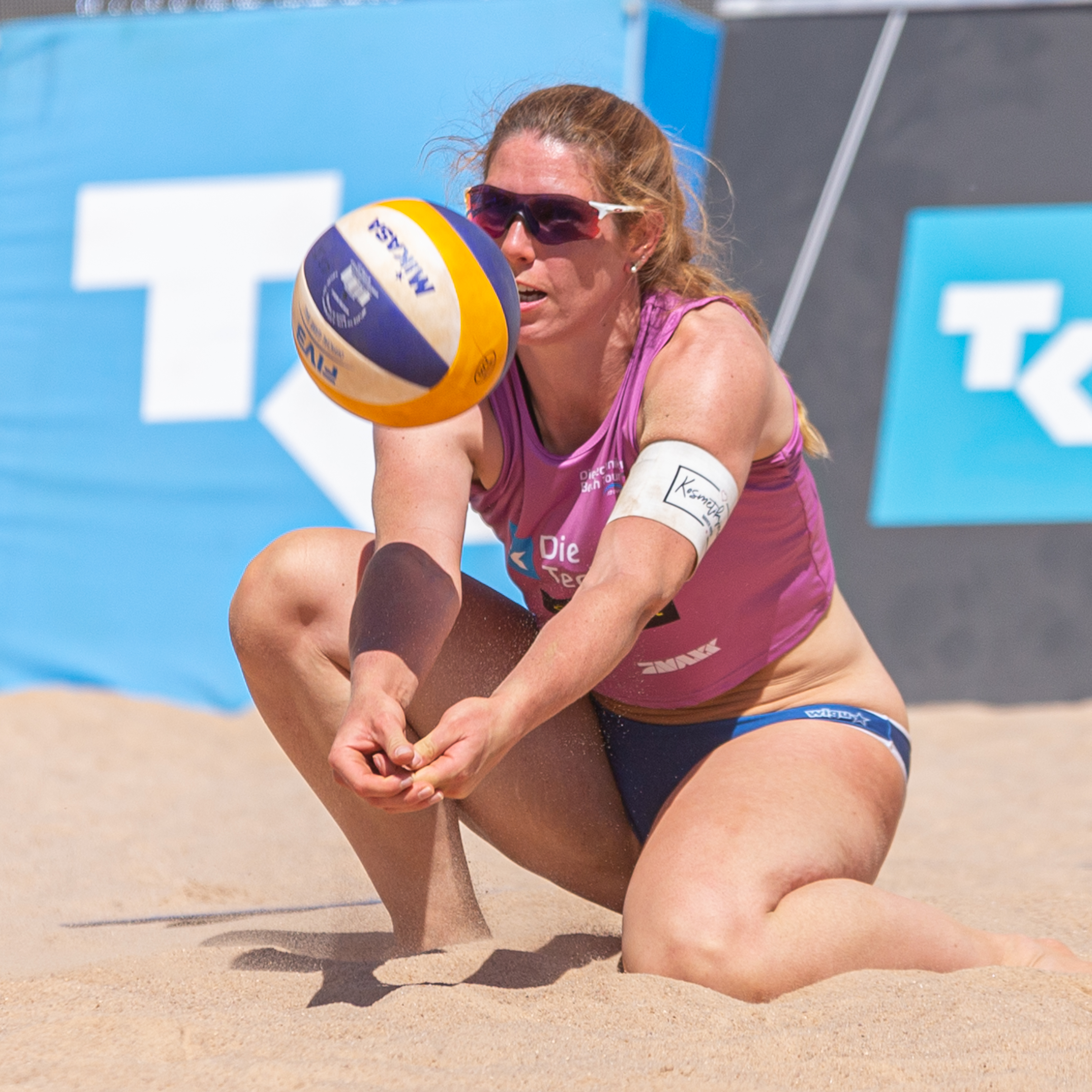
Sandra Ferger bei der Annahme
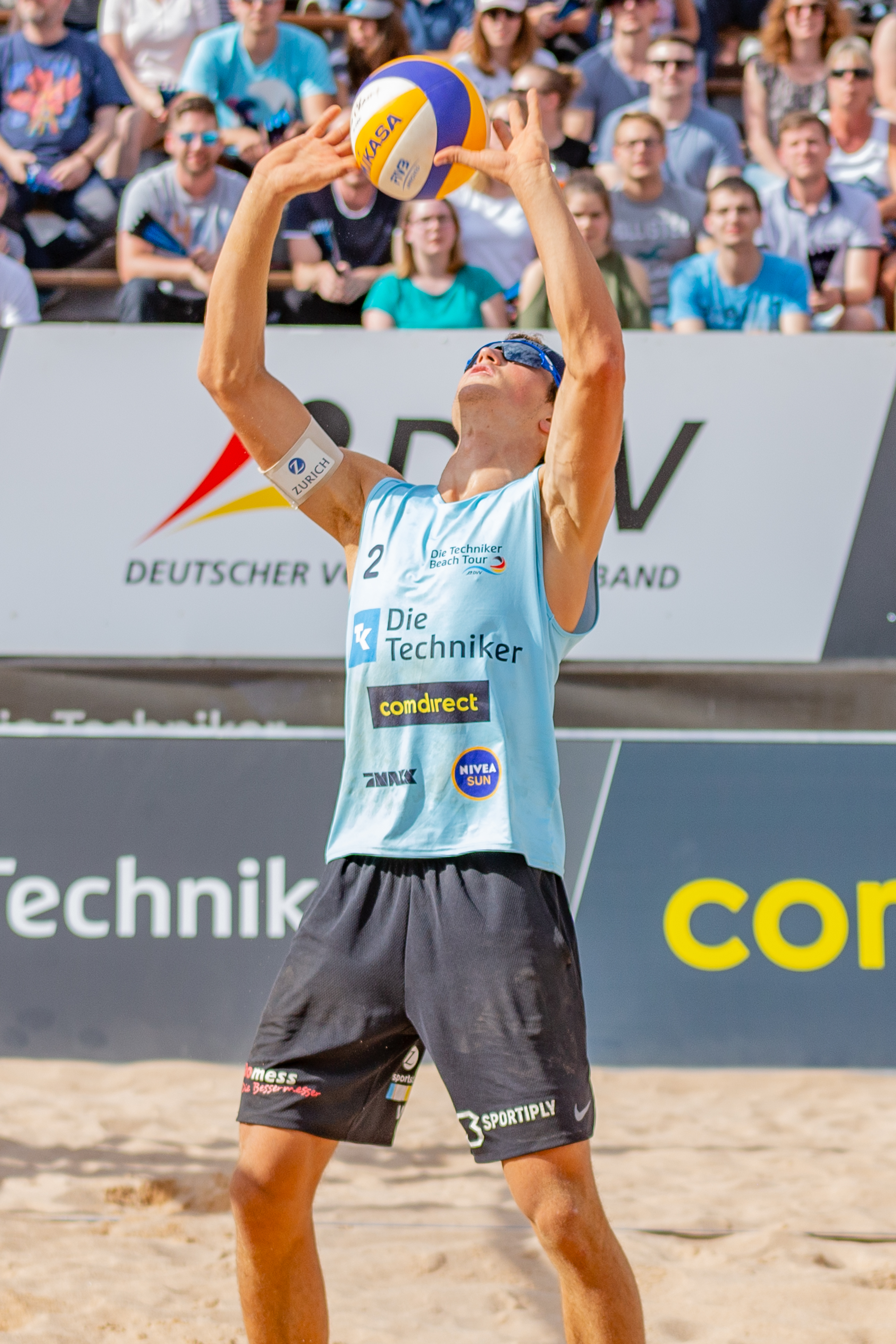
Sven Winter beim oberen Zuspiel
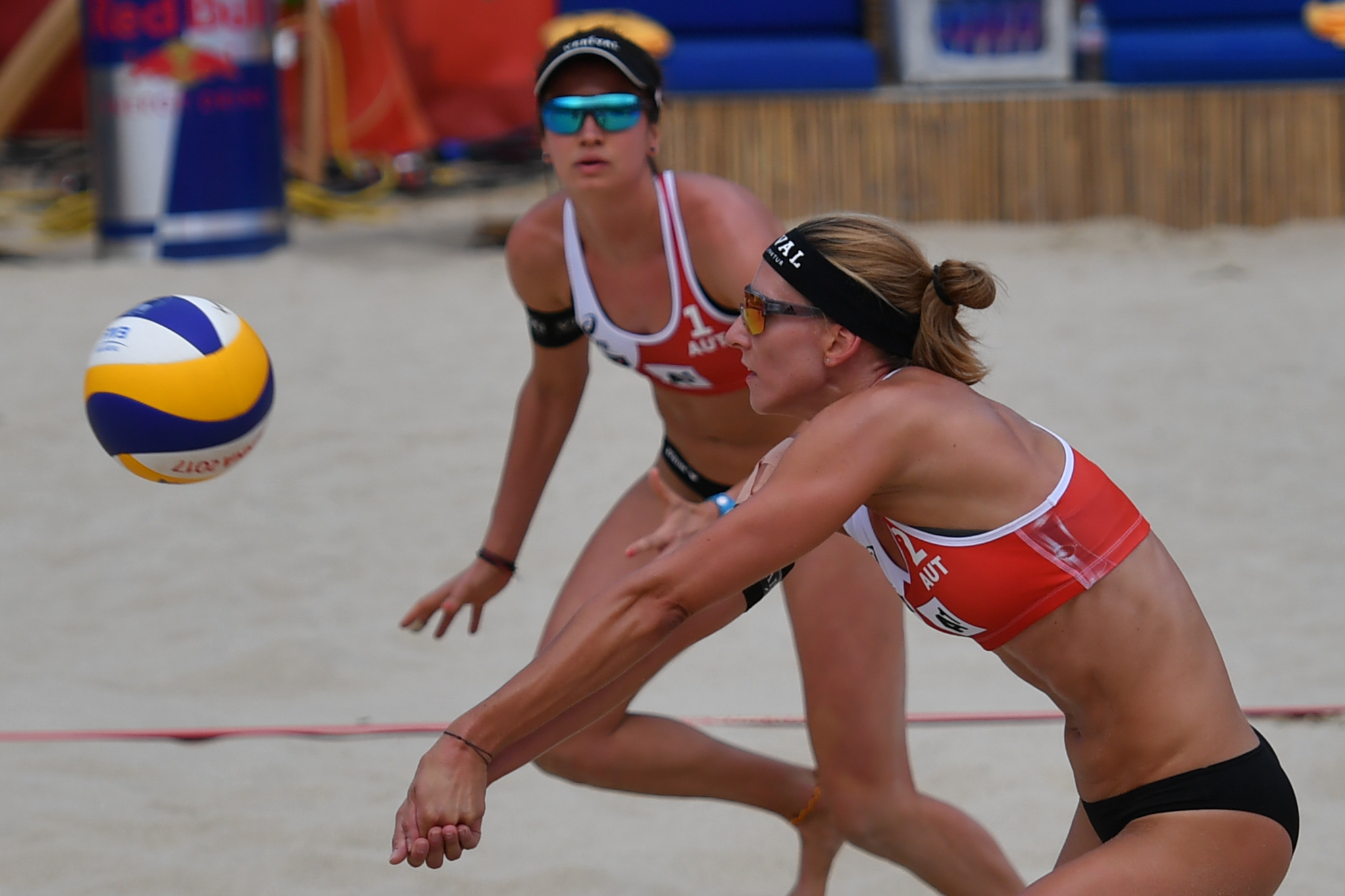
Cornelia Rimser bei der Annahme
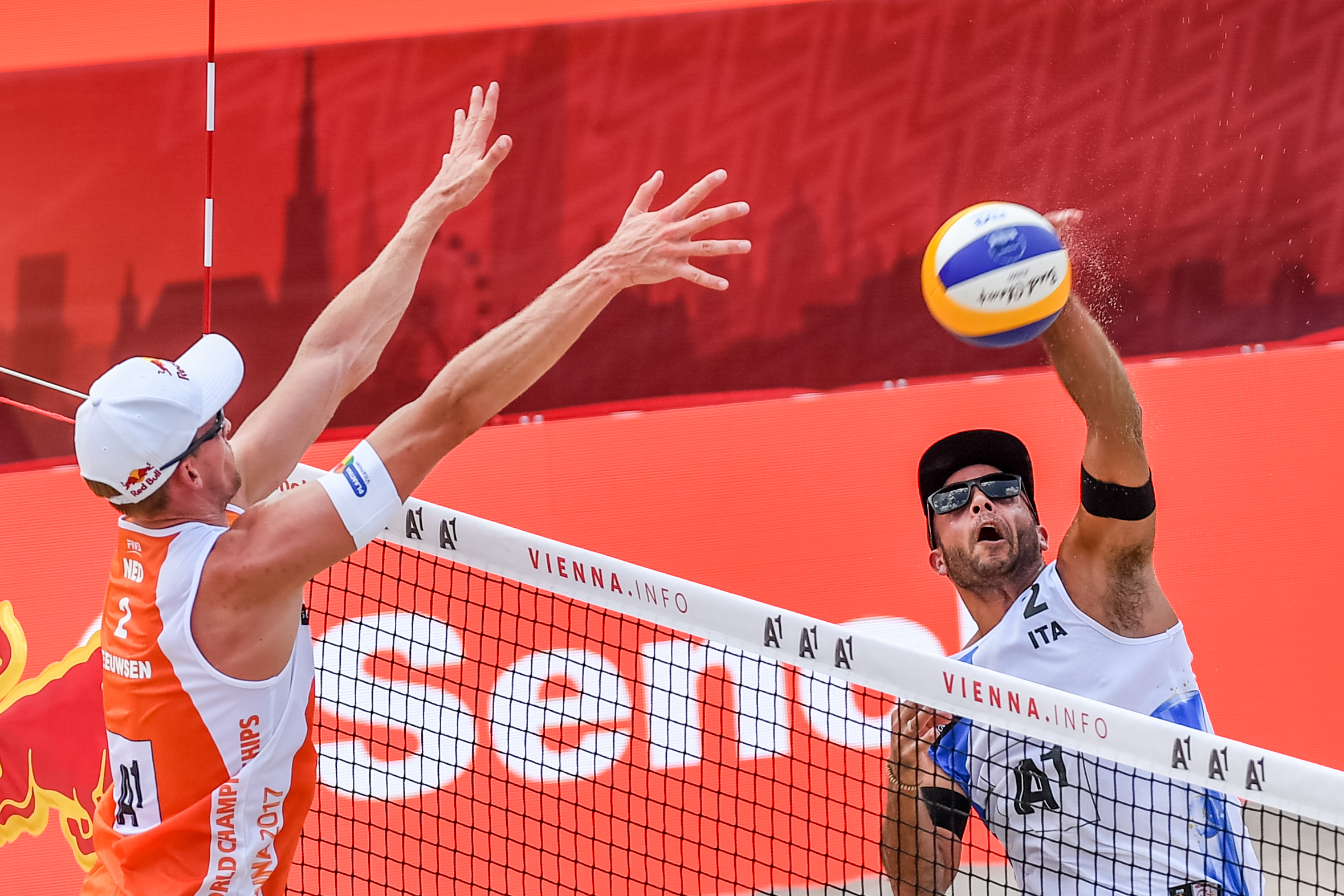
Block und Angriff
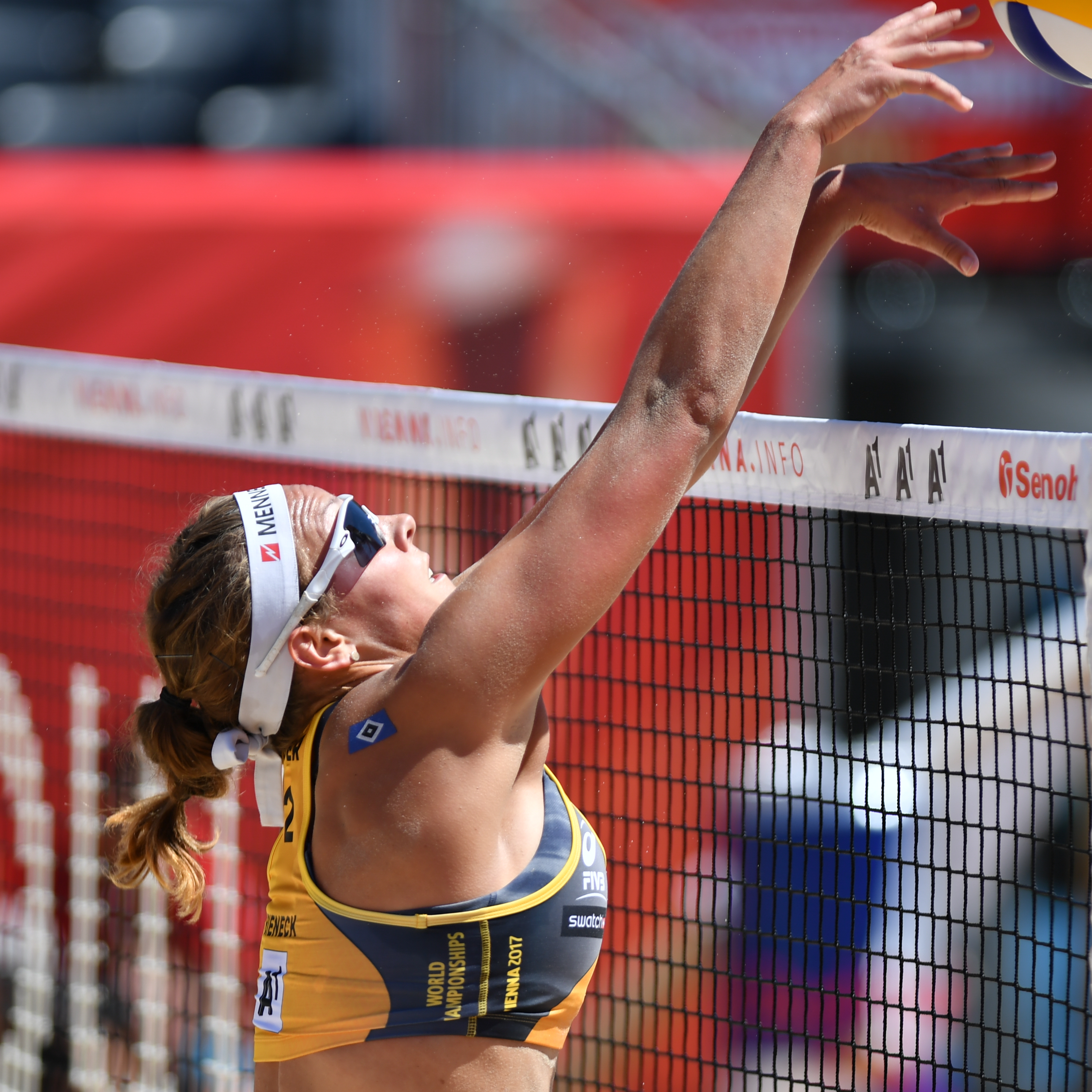
Victoria Bieneck beim Block

Eine Studie der Universität Graz ergab, dass sich auf professionellem Niveau die Qualität der Aktionen zwischen Männern und Frauen nicht unterscheiden: Bei beiden Geschlechtern sind Annahmen ähnlich präzise sowie Angriffe und Blocks ähnlich häufig erfolgreich. Teils deutliche Unterschiede gibt es jedoch bei den ausgewählten Techniken. Bei den Männern sind Sprungaufschläge häufiger zu beobachten als bei den Frauen, während letztere sich häufiger für den Floatserve entscheiden. Bei beiden Geschlechtern wird der Ball meistens drei Mal innerhalb des Teams und nicht mit dem ersten oder zweiten Ballkontakt direkt über das Netz gespielt. Allerdings sind Überkopf-Zuspiele bei den Männer in etwa so häufig zu beobachten wie Zuspiele nach vorne; bei den Frauen kommen Zuspiele in Sichtachse fast zehn Mal so oft vor wie Überkopf-Zuspiele. Im Angriff entscheiden sich Männer häufiger für den (härteren) Spike, während Frauen in etwa gleich häufig einen Spike oder einen (platzierteren) Shot spielen. Männer erzielen dabei um etwa 3 % häufiger direkte Punkte, jedoch auch um etwa 3 % häufiger einen Fehler.

## Taktik

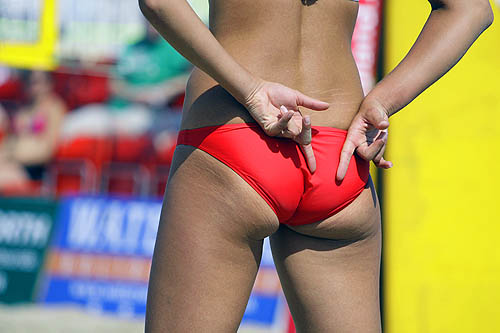
Handzeichen

Anweisungen eines Trainers sind während des Spiels nicht erlaubt. Deshalb müssen die Spieler eines Teams eine Taktik entwickeln, um sich gegenseitig zu motivieren und konstruktive Kritik zu äußern. Die verbale Kommunikation findet hauptsächlich zwischen den Ballwechseln, während der Auszeiten und in den Satzpausen statt.
In professionellen Teams sind die beiden Spieler meistens so zusammengestellt, dass einer von beiden hauptsächlich auf den Block und der andere auf die Feldabwehr spezialisiert ist. Wer beides gleichermaßen beherrscht, wird als Universalspieler bezeichnet. Um ihre Strategie zu kommunizieren, haben die Spieler ein einfaches System aus Handzeichen entwickelt. Vor dem Aufschlag zeigt der im Feld stehende Spieler seinem Partner mit den Fingern hinter dem Rücken an, wie der Block gestellt wird und in welche Richtung bzw. auf welchen der beiden gegnerischen Spieler der Aufschlag gehen soll. Wenn bei einem längeren Ballwechsel ein erneuter Block nötig ist, gibt der Blockspieler weitere Zeichen für seinen Partner. Die beiden Hände beziehen sich dabei üblicherweise auf die beiden Gegenspieler. Dabei sind folgende Zeichen weit verbreitet:
- ein gestreckter Finger: Der gegnerische Angreifer wird parallel zur Seitenlinie („longline“) geblockt und der Abwehrspieler wehrt die diagonal geschlagenen Bälle ab.
- zwei gestreckte Finger: Der gegnerische Angreifer wird in der Diagonalen geblockt und der Abwehrspieler muss den Rest des Feldes abdecken.
- ganze Hand gestreckt: Der Spieler am Netz führt den Block offensiv aus.
- Faust: Der Block wird nur angetäuscht und der Blockspieler zieht sich ins Feld zurück.

Allerdings entwickeln Profis auch eigene Zeichen mit anderen Bedeutungen, um nicht so leicht vom Gegner durchschaut zu werden.
Zusätzlich zu den Handzeichen werden auch noch kurze Kommandos benutzt, um dem Mitspieler Anweisungen für dessen Angriff zu geben. Die häufigsten Anweisungen sind die im Angriff verwendeten „line“ (longline), „cross“ (diagonal geschlagener Angriff), „shot“ (über den Block auf die Linie spielen) und „cut“ (kurze, diagonale Finte), auch in Kombination mit „over“ (es wird geblockt, also muss der Angriff über den Block hinüber erfolgen), also beispielsweise „line over“. Im deutschen Sprachraum sind auch die Kommandos „mit“ und „ohne“ (Block) üblich. Sie werden dem Angriffsspieler zugerufen, je nachdem wie sich die defensive Mannschaft auf ihrer Feldseite aufgestellt hat.
Eine taktische Besonderheit beim Blocken ist der so genannte Fake Block (englisch: fake = getäuscht), bei dem der Spieler sich zunächst am Netz zum Block positioniert, sich dann aber in die Abwehr zurückzieht. Diese Taktik ist bei den Frauen häufiger zu beobachten.
Absprachen sind auch bei der Annahme wichtig. Insbesondere bei Bällen, die in die Mitte der eigenen Spielfeldhälfte kommen, müssen die Spieler klären, wer den Ball annimmt. Dieser Bereich wird in Anspielung auf Streit zwischen Ehepartnern als „Husband and Wife-Zone“ bezeichnet.

## Geschichte und internationale Wettbewerbe
Beachvolleyball entstand an den Stränden der Vereinigten Staaten. Brasilien ist das zweite Land, in dem die Sportart von Beginn an erfolgreich ist. Mittlerweile gibt es viele Wettbewerbe auf allen Ebenen. Bei internationalen und bei nationalen Wettbewerben ist es üblich, dass die Spiele für Männer und Frauen parallel ausgetragen werden. Dementsprechend sind auch die Preisgelder und Ranglistenpunkte, die es zu gewinnen gibt, auf beide Geschlechter gleich verteilt.

### Ursprünge in den USA und Brasilien

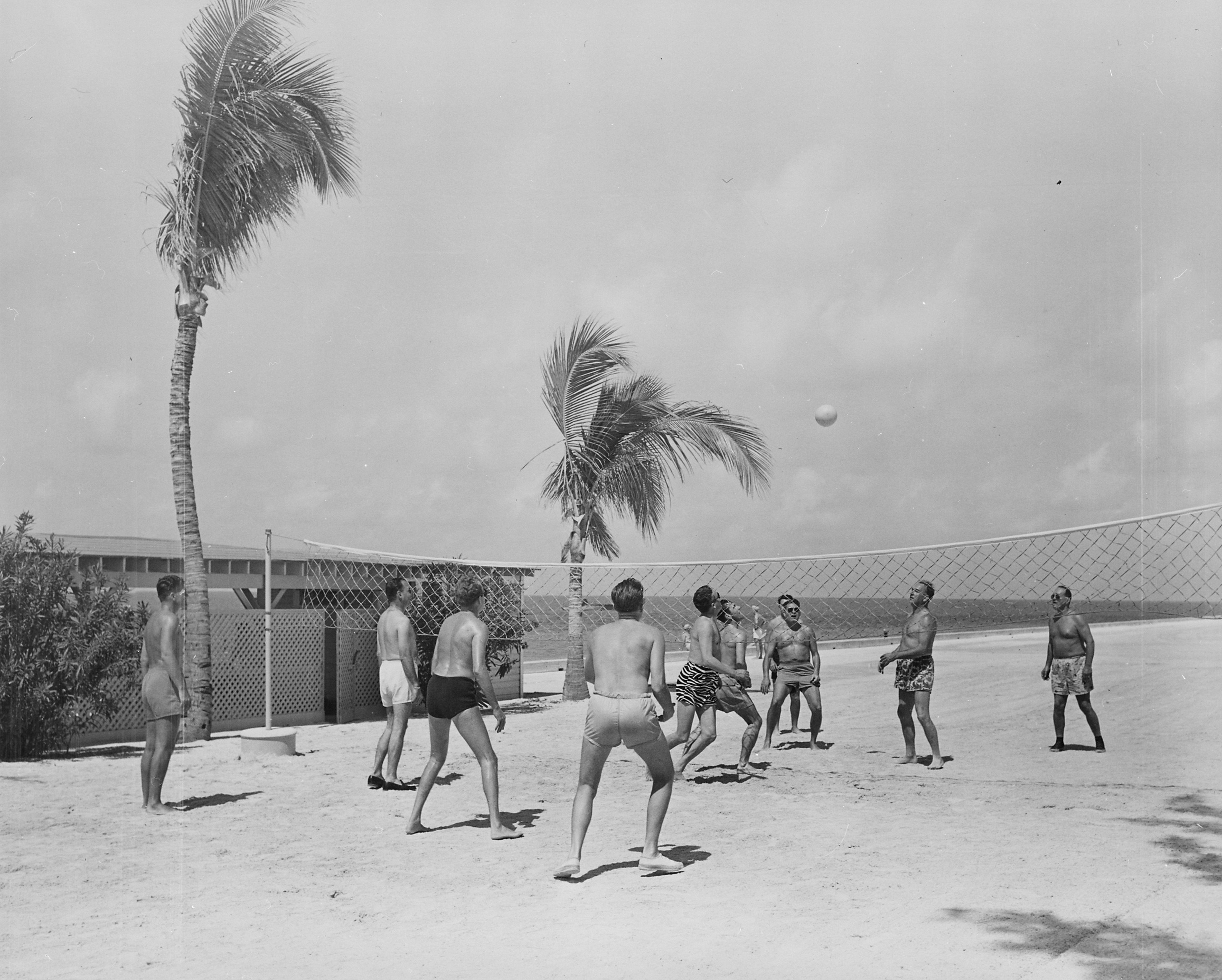
Beachvolleyballspiel 1950 in Florida

Nachdem William G. Morgan den Volleyball in der Halle erfunden hatte, gab es 1915 das erste bekannte Beachvolleyball-Spiel. George David Center, der eigentlich als Schwimmtrainer arbeitete, war Mitglied des Outrigger Canoe Club am Waikīkī-Strand auf Hawaii. Dort baute er ein Netz auf und begann, mit Freunden am Strand Beachvolleyball zu spielen. In den folgenden Jahren waren die ersten Spieler erfolgreich und das Spiel im Sand wurde fester Bestandteil des Clubs. Zu den Mitgliedern gehörte Duke Kahanamoku. Der Surfer und dreifache Olympiasieger im Schwimmsport etablierte Beachvolleyball als Sportdirektor in Santa Monica und trug dazu bei, daraus eine ernsthafte Sportart statt einer Freizeitbeschäftigung zu machen. Die ersten Beachvolleyball-Aktivitäten in Santa Monica hatten sich Anfang der 1920er Jahre entwickelt. Dort gab es Beachclubs, die Turniere gegen Schwimmer austrugen, aber auch an öffentlichen Stränden wie dem Muscle Beach trafen sich die Aktiven. Üblicherweise wurde in der frühen Phase wie in der Halle sechs gegen sechs gespielt. Die Sportart breitete sich in den 1920er und 1930er Jahren weiter aus. Die ersten Universitäten begannen, Beachvolleyballkurse anzubieten. Die Popularität des Sports in Beachclubs und an Universitäten prägten zunächst das Image eines elitären Sports.
Die heute übliche Version mit zwei Spielern pro Team erfand Paul Johnson im Sommer 1930. Er und seine drei Mitspieler erkannten nach einigen Versuchen, dass sie auch zu zweit das komplette Feld nutzen konnten. Johnson spielte später auch mit dem Schwimmolympiasieger und Schauspieler Buster Crabbe. Zu den besten Spielern der 1930er Jahre in Santa Monica gehörten die Brüder Sam und Nat Shargo, die darauf bestanden, mehr Spielfelder einzurichten. Technisch waren die Spieler bei den auch als „Finesse Games“ bekannten Zwei-gegen-zwei-Partien noch ziemlich auf Shots beschränkt. Um 1930 erreichte Beachvolleyball auch Europa, vor allem Frankreich und die östlichen Staaten Bulgarien, Lettland und Tschechoslowakei. In Frankreich trugen auch die Nudisten in Franconville bei Paris zur Verbreitung bei.
1944 fand am Muscle Beach in Santa Monica das erste öffentliche Beachvolleyball-Turnier statt. Weitere Turniere entstanden bis zum Ende des Jahrzehnts an verschiedenen Orten von San Diego bis Santa Barbara, darunter eine als „Beach Olympics“ bezeichnete Turnierserie. Der Strand von Hermosa Beach im Los Angeles County gilt bis heute als einer der populärsten Spielorte.
Gene Selznick, der in den 1950er Jahren ein erfolgreiches Duo mit Bernie Holtzman bildete, führte den harten Angriffsschlag (Spike) ins Spiel ein. In dieser Zeit entstanden auch Open-Turniere an verschiedenen Stränden der USA. Weitere Stars wie Ron Von Hagen kamen hinzu. Allmählich gab es auch erfolgreiche Spielerinnen.
Ab 1960 wurde der Strand von Manhattan Beach im Los Angeles County bedeutend, wo der als „Godfather of Beach Volleyball“ bekannte Charlie Saikley die ersten Beach Open organisierte, die seit 1965 jährlich stattfanden und in den USA als „Wimbledon des Beachvolleyballs“ gelten. Karch Kiraly, der dem Beachvolleyball zu größerer Popularität verhalf und dazu beitrug, dass der bisherige Freizeitsport ab den 1980er Jahren als professionelle Sportart anerkannt wurde, beschrieb es folgendermaßen: „Du sprichst mit irgendeinem Spieler und wenn man ihnen sagt, dass sie in ihrer gesamten Karriere nur ein einziges Turnier gewinnen könnten, würde sich jeder für Manhattan entscheiden.“
In den 1970er Jahren gab es in den Vereinigten Staaten die ersten kommerziell gesponserten Turniere und 1976 fand die erste nationale Meisterschaft statt., die 30.000 Zuschauer anzog. Anfang der 1980er Jahre folgten die ersten Turnierserien. Zu dieser Zeit wurde der Sport auch in Brasilien populär und wurde an den Stränden von Copacabana, Ipanema und Leblon betrieben. Rio de Janeiro war dann 1986 auch der Veranstaltungsort des ersten internationalen Turniers. Ein Jahr später gab es das erste von der FIVB geleitete internationale Turnier am Strand von Ipanema. Daraus entwickelte sich die FIVB World Series, die 1989 mit Turnieren in Brasilien, Italien und Japan begann und in den folgenden Jahren mit weiteren Turnieren ausgebaut wurde. Im Zuge dessen wurden internationale Turnierkalender aufeinander abgestimmt und das Sporteventmarketing durch die FIVB professionalisiert. Mit dem ersten olympischen Wettbewerb 1996 und der ersten offiziellen Weltmeisterschaft begann dann die moderne Zeit des Beachvolleyballs.

### Olympische Spiele

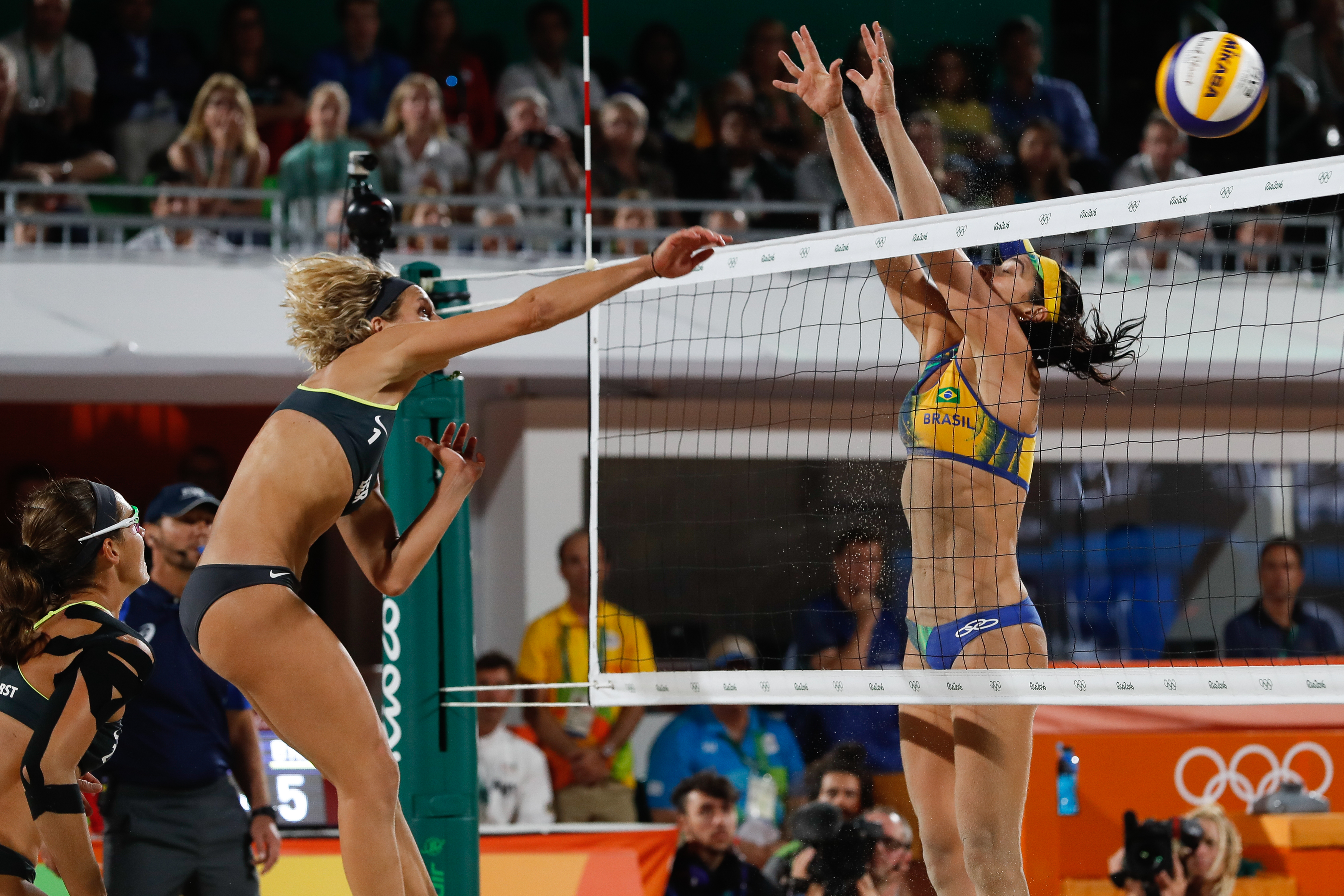
Olympisches Finale der Frauen 2016: Ludwig/Walkenhorst gegen Àgatha/Bárbara

1992 in Barcelona wurde das Spiel auf Sand als Demonstrationssportart vorgestellt. Karch Kiraly gelang es als bislang einzigem Spieler, sowohl in der Halle als auch im Sand olympisches Gold zu gewinnen. 1996 in Atlanta setzte er sich mit seinem Partner Kent Steffes in einem rein US-amerikanischen Endspiel gegen Michael Dodd und Mike Whitmarsh durch. Vier Jahre später bei den Spielen in Sydney blieb die Goldmedaille im Heimatland des Beachvolleyballs, da Dain Blanton und Eric Fonoimoana die Brasilianer Zé Marco und Ricardo Santos besiegten. Letzterer gewann 2004 in Athen mit Emanuel Rego das Finale gegen die Spanier Javier Bosma und Pablo Herrera Allepuz. Die Deutschen Jörg Ahmann und Axel Hager sowie die Schweizer Patrick Heuscher und Stefan Kobel holten 2000 bzw. 2004 die Bronzemedaillen. Die dritte Goldmedaille für die US-Amerikaner gewannen Todd Rogers und Phil Dalhausser beim Turnier 2008 in Peking, während sich die Brasilianer Silber und Bronze sicherten. Vier Jahre später gewannen die Deutschen Julius Brink und Jonas Reckermann bei den Spielen in London als erstes europäisches Duo die olympische Goldmedaille. 2016 in Rio de Janeiro siegte mit dem Duo Alison Cerutti / Bruno Oscar Schmidt ein Team aus dem Gastgeberland.
Bei den Frauen gingen die neun Medaillen der ersten drei Olympiaturniere ausschließlich an Mannschaften aus Brasilien, den USA und Australien. Sandra Pires und Jackie Silva (1996), Natalie Cook und Kerri Pottharst (2000) sowie Kerri Walsh und Misty May-Treanor (2004) besiegten in den Endspielen jeweils ein brasilianisches Duo. 2008 wiederholten Walsh/May-Treanor ihren Olympiasieg, aber im Endspiel standen ihnen diesmal die Chinesinnen Tian Jia und Wang Jie gegenüber. Auch die Bronzemedaille ging an China. 2012 gewannen die beiden US-Amerikanerinnen zum dritten Mal in Folge Gold. 2016 in Rio de Janeiro gewann das deutsche Duo Laura Ludwig / Kira Walkenhorst und damit erstmals ein Team aus Europa.
Bei den wegen der COVID-19-Pandemie verschobenen Olympischen Spielen 2020 in Tokio wurden vom 24. Juli bis zum 7. August 2021 zwei Beachvolleyball-Wettbewerbe ausgetragen. Bei den Frauen und Männern nahmen jeweils 24 Mannschaften am Turnier teil. Wegen positiver Corona-Tests gab es personelle Änderungen und Ausfälle bei einzelnen Teams. Austragungsort war der Shiokaze Park im Stadtbezirk Shinagawa. Den Frauenwettbewerb gewannen Alexandra Klineman und April Ross aus den Vereinigten Staaten, den Männerwettbewerb Anders Mol und Christian Sørum aus Norwegen.
Als Qualifikation für die Olympischen Spiele dienen neben der Weltrangliste die Continental Cups. Diese werden in den zwei Jahren vor einem olympischen Turnier in jedem Kontinentalverband ausgetragen.

### Weltmeisterschaft

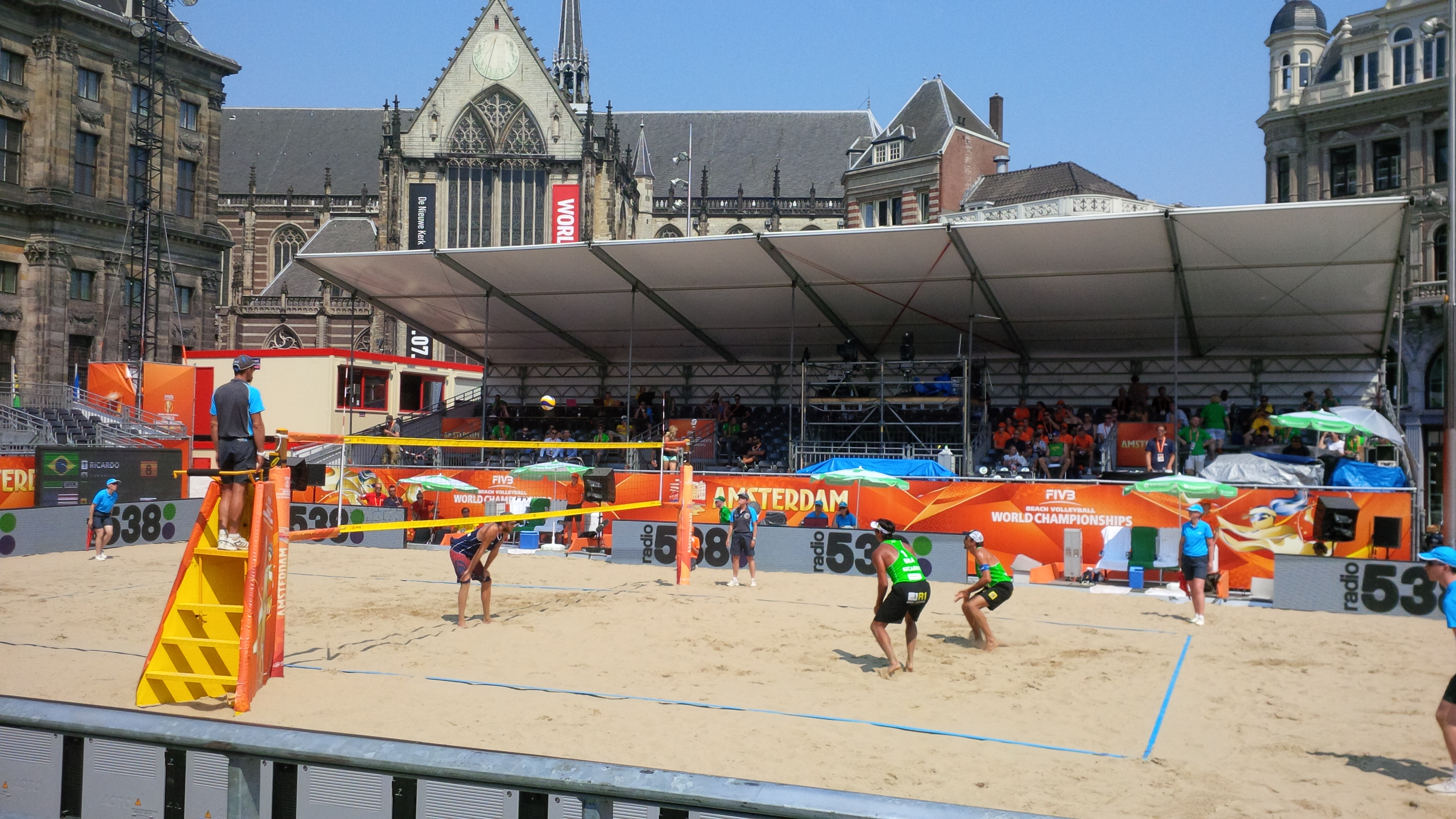
Viertelfinalspiel bei der Weltmeisterschaft 2015 in Amsterdam

Die Dominanz der Spieler sowie Spielerinnen aus den USA und Brasilien zeigt sich auch bei den Ergebnissen der Weltmeisterschaften. Nach zehn internationalen Turnieren in Rio de Janeiro fand 1997 in Los Angeles die erste offizielle WM statt. Bei den Frauen gab es nach drei brasilianischen Siegen drei Titel in Folge für Walsh und May-Treanor. 2007 in Gstaad stand den US-Amerikanerinnen – wie ein Jahr später beim olympischen Finale – das Duo Tian/Wang gegenüber. Die Chinesinnen waren die ersten Finalistinnen, die nicht aus Brasilien oder den USA kamen. Auf dem Siegerpodest der WM 2009 in Stavanger waren die beiden führenden Nationen wieder unter sich. Die Brasilianerinnen Larissa und Juliana Felisberta da Silva beendeten 2011 in Rom mit einem Tiebreak-Sieg gegen Walsh/May-Treanor die Dominanz der Vereinigten Staaten und gewannen den vierten Titel für die Südamerikanerinnen. Bei der WM 2013 stand zum ersten Mal kein Team aus USA oder Brasilien im Finale. Die amtierenden Weltmeisterinnen Xue Chen / Zhang Xi aus China setzten sich gegen die Deutschen Karla Borger und Britta Büthe durch. 2017 siegte das deutsche Doppel Ludwig/Walkenhorst. 2019 in Hamburg gewannen Sarah Pavan und Melissa Humana-Paredes als erste Kanadierinnen den Titel, während die US-Amerikanerin April Ross ihr zweites Endspiel in Folge verlor.
Bei den Männern gingen bis einschließlich 2005 alle Goldmedaillen nach Südamerika (viermal Brasilien, einmal Argentinien). Zweimal standen dabei Schweizer Duos im Finale. Erst 2007 konnten die US-Amerikaner Todd Rogers und Philip Dalhausser die Serie der Südamerikaner beenden. Julius Brink, der 2005 in Berlin mit Kjell Schneider bereits Bronze gewonnen hatte, und Jonas Reckermann besiegten 2009 im Endspiel die Brasilianer Harley/Alison und gewannen damit als erste Europäer die Weltmeisterschaft. 2011 waren die Südamerikaner im Finale unter sich, während Brink/Reckermann Dritte wurden. Bei der WM 2013 in Stare Jabłonki ging der Titel an das junge niederländische Duo Brouwer/Meeuwsen, während sich das deutsche Team Erdmann/Matysik die Bronzemedaille sicherte. 2015 und 2017 waren wieder die Brasilianer siegreich, wobei in Wien das einheimische Duo Doppler/Horst im Finale stand. 2019 gelang dies den Deutschen Julius Thole und Clemens Wickler, die den Russen Stojanowski/Krassilnikow unterlagen.
Die nächste Weltmeisterschaft war ursprünglich für 2021 geplant, wurde aber wegen der Auswirkungen der COVID-19-Pandemie auf Juni 2022 verschoben, wobei Rom Gastgeber bleiben soll.

### Europameisterschaft

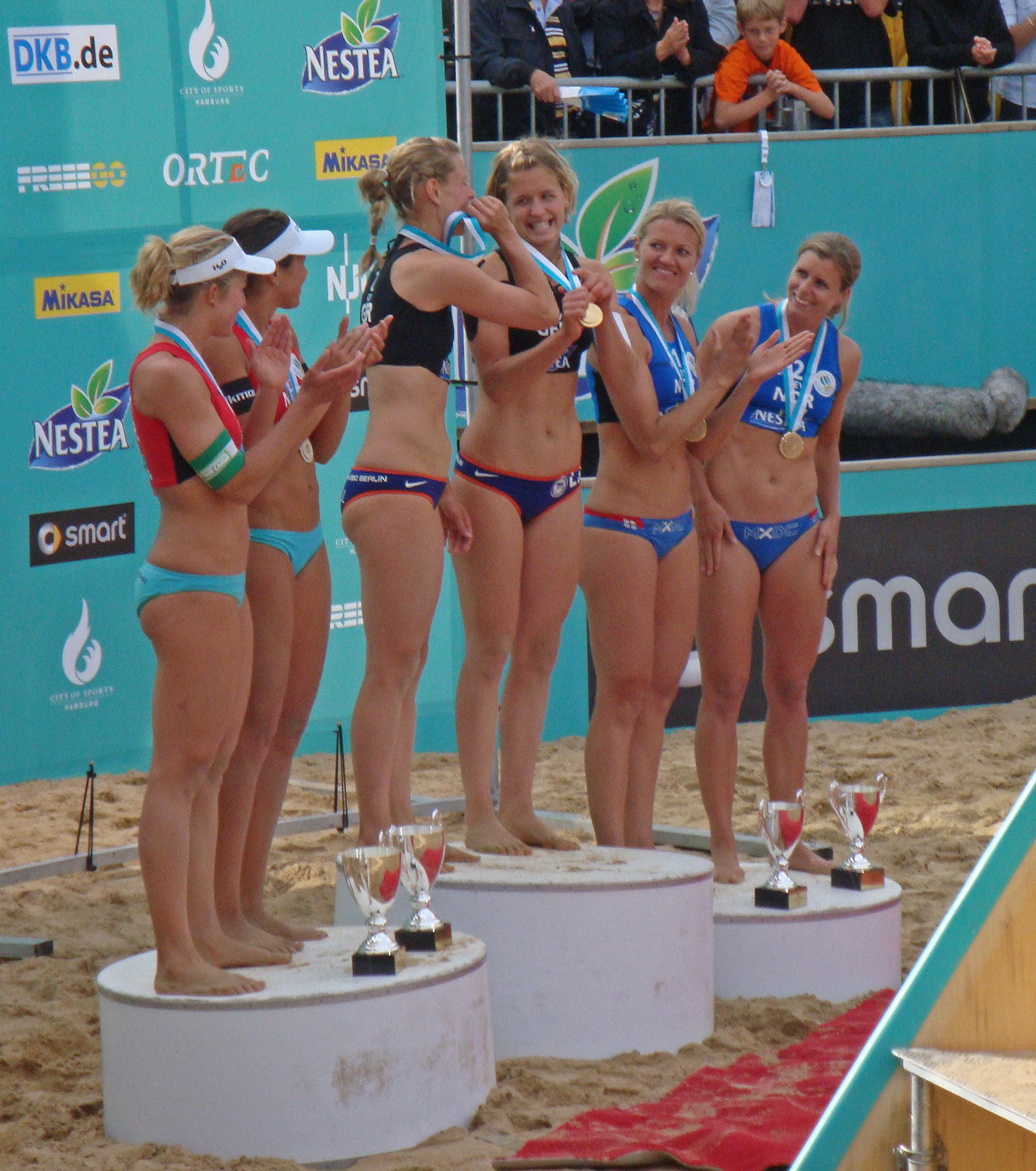
Medaillengewinnerinnen der EM 2008 in Hamburg

Die erste Europameisterschaft der Männer fand 1993 in Almería statt. Bei den ersten vier Turnieren kamen die Sieger aus vier unterschiedlichen Ländern. Das deutsche Duo Ahmann/Hager wurde 1994 Dritter und 1996 Zweiter. Die restlichen Bronzemedaillen der ersten Jahre gingen an Italiener. Nach einem rein norwegischen Finale 1997 begann die Siegesserie der Schweizer, bei der die Laciga-Brüder und das Duo Egger/Heyer vier Goldmedaillen gewannen. Anschließend standen die deutschen Markus Dieckmann und Jonas Reckermann dreimal in Folge im Endspiel. Nach dem ersten spanischen Erfolg 2005 in Moskau gewannen Julius Brink und Christoph Dieckmann den nächsten Titel für Deutschland. Die Niederländer Nummerdor/Schuil, die 2007 noch den Österreichern Doppler/Peter Gartmayer unterlegen waren, dominierten die nächsten drei Europameisterschaften. 2011 in Kristiansand gab es erstmals ein rein deutsches Endspiel und 2012 verteidigten Brink/Reckermann ihren Titel erfolgreich. Nach dem Sieg der Spanier Gavira/Herrera begann 2014 die Erfolgsserie des italienischen Duos Nicolai/Lupo, das dreimal den Titel gewann. 2015 siegten die zuvor zweimal im Endspiel unterlegenen Letten Samoilovs/Šmēdiņš. 2018 waren sie die Finalgegner der neuen Europameister Mol/Sørum aus Norwegen. 2019 verteidigten die Norweger ihren Titel erfolgreich gegen die Russen Semjonow / Leschukow, während das österreichische Duo Ermacora/Pristauz Dritter wurde. Auch 2020 und 2021 konnten Mol/Sørum ihren Europameistertitel verteidigen. Insgesamt sind Deutschland und die Schweiz die erfolgreichsten Nationen bei den Europameisterschaften der Männer.
Bei der ersten Europameisterschaft der Frauen 1994 in Espinho war mit Beate Bühler und Danja Müsch ebenso ein deutsches Duo erfolgreich wie ein Jahr später in Saint-Quay-Portrieux mit Beate Paetow und Cordula Borger. Anschließend dominierten die Tschechinnen Celbová/Nováková und die Italienerinnen Bruschini/Solazzi den Wettbewerb. Erst 2001 in Jesolo gewann keines der beiden Duos eine Medaille. 2003 in Alanya kam es zu einem rein deutschen Finale zwischen Pohl/Rau und Ahmann/Vollmer, während die Gastgeber im folgenden Jahr in Timmendorfer Strand beim Sieg der Schweizerinnen Kuhn/Schnyder-Benoit ohne Medaillen blieben. 2005 und 2007 gingen zwei Titel an Griechenland und dazwischen einer an Russland. 2007 begann auch die Erfolgsserie von Sara Goller und Laura Ludwig, die viermal in Folge das Endspiel erreichten. 2011 gab es Bronze, während Cicolari/Menegatti die fünfte Goldmedaille für Italien gewannen. Anschließend siegten zwei niederländische Duos und die Schwaiger-Schwestern aus Österreich. Von 2015 bis 2017 gab es drei EM-Titel nacheinander für Deutschland. Die EM 2018 gewannen Keizer/Meppelink aus den Niederlanden das Finale gegen die Schweizerinnen Betschart/Hüberli. Im Finale 2019 setzten sich die Lettinnen Graudiņa/Kravčenoka gegen die Polinnen Wojtasik und Kociołek durch. Insgesamt sind die deutschen und italienischen Frauen die erfolgreichsten Teilnehmerinnen bei den Europameisterschaften.
Die EM 2020 sollte zunächst im Spätsommer 2020 in den Niederlanden stattfinden, wurde dann aber in Jürmala, Lettland ausgetragen. Bei den Frauen gewann das Schweizer Duo Heidrich/Vergé-Dépré, die im Finale das deutsche Team Behrens/Tillmann besiegten. Die EM 2021 in Wien gewann wiederum ein Schweizer Team, diesmal Betschart/Hüberli, gegen das Niederländische Team Stam/Schoon.

### FIVB World Tour und Weltrangliste
Die World Tour ist die internationale Turnierserie des Weltverbands. Nachdem es zu Beginn der 1990er Jahre erste internationale Turniere gegeben hatte, wurde eine erste Turnierserie unter dem Namen World Series eingerichtet. Bis 2016 waren die Turniere in die Kategorien Major, Grand Slam und Open eingeteilt. Seit 2017 gibt es eine umfangreichere Klassifizierung mit fünf Sternen für die höchstdotierten Turniere und einem Stern für die kleinsten Turniere. Die Preisgelder reichen von 600.000 bis 20.000 Dollar und außerdem gibt es 600 bis 100 Punkte für die Weltrangliste. Diese Weltrangliste wird nach jedem Turnierwochenende aktualisiert. Die Neuregelung der World Tour sorgte bei der Einführung für Kritik bei einigen Athleten, die insbesondere die niedrig bewerteten Turniere bemängelten. Bei der aktuellen World Tour 2019/20 wurden ab dem Frühjahr 2020 viele Turniere wegen der COVID-19-Pandemie abgesagt.
Seit 2015 findet am Ende der Weltserie das World Tour Final statt. Außerdem werden die FIVB World Tour Champions gekürt. Bei den Männern dominieren Brasilianer bisher diese Wertung. Die einzigen deutschen Sieger waren 2009 die damaligen Weltmeister Julius Brink und Jonas Reckermann. Bei den Frauen gelang dies 2016 den Olympiasiegerinnen Laura Ludwig und Kira Walkenhorst. Drei Titel gingen an Spielerinnen aus den Vereinigten Staaten, die anderen Auszeichnungen an Brasilianerinnen.

### Weitere kontinentale Wettbewerbe
Der europäische Verband CEV veranstaltete bis 2017 eine Turnierserie mit Masters- und Challenger-Turnieren. Durch die Neuordnung der FIVB World Tour (siehe unten) wurden die europäischen Turniere in die Weltserie eingebunden.
Auch in anderen Kontinenten finden regelmäßig Meisterschaften oder Turnierserien statt.
- In Afrika veranstaltet die Confédération Africaine de Volleyball den African Nations Beach Volleyball Cup. 2019 in Abuja setzten sich die Marokkaner Mohamed Abicha und Zouheir Elgraoui sowie die Ägypterinnen Farida El Askalany und Doaa Elghobashy durch.[56][57]
- Die Asienmeisterschaft wird von der Asian Volleyball Confederation organisiert. Das Turnier 2019 in Maoming gewannen die Katarer Ahmed Tijan und Cherif Younousse sowie die Australierinnen Taliqua Clancy und Mariafe Artacho del Solar.[58]
- In Nord- und Mittelamerika gibt es statt einer kontinentalen Meisterschaft die NORCECA Continental Tour. 2019 umfasst sie zehn Turniere, die von April bis November ausgetragen werden.[59]
- In Südamerika gibt es ebenfalls eine kontinentale Turnierserie. 2019 fanden fünf Turniere statt.[60]

Beachvolleyball ist außerdem Bestandteil anderer Multisport-Veranstaltungen. Dazu zählen die Panamerikanischen Spiele und die Asienspiele.

### Nachwuchswettbewerbe

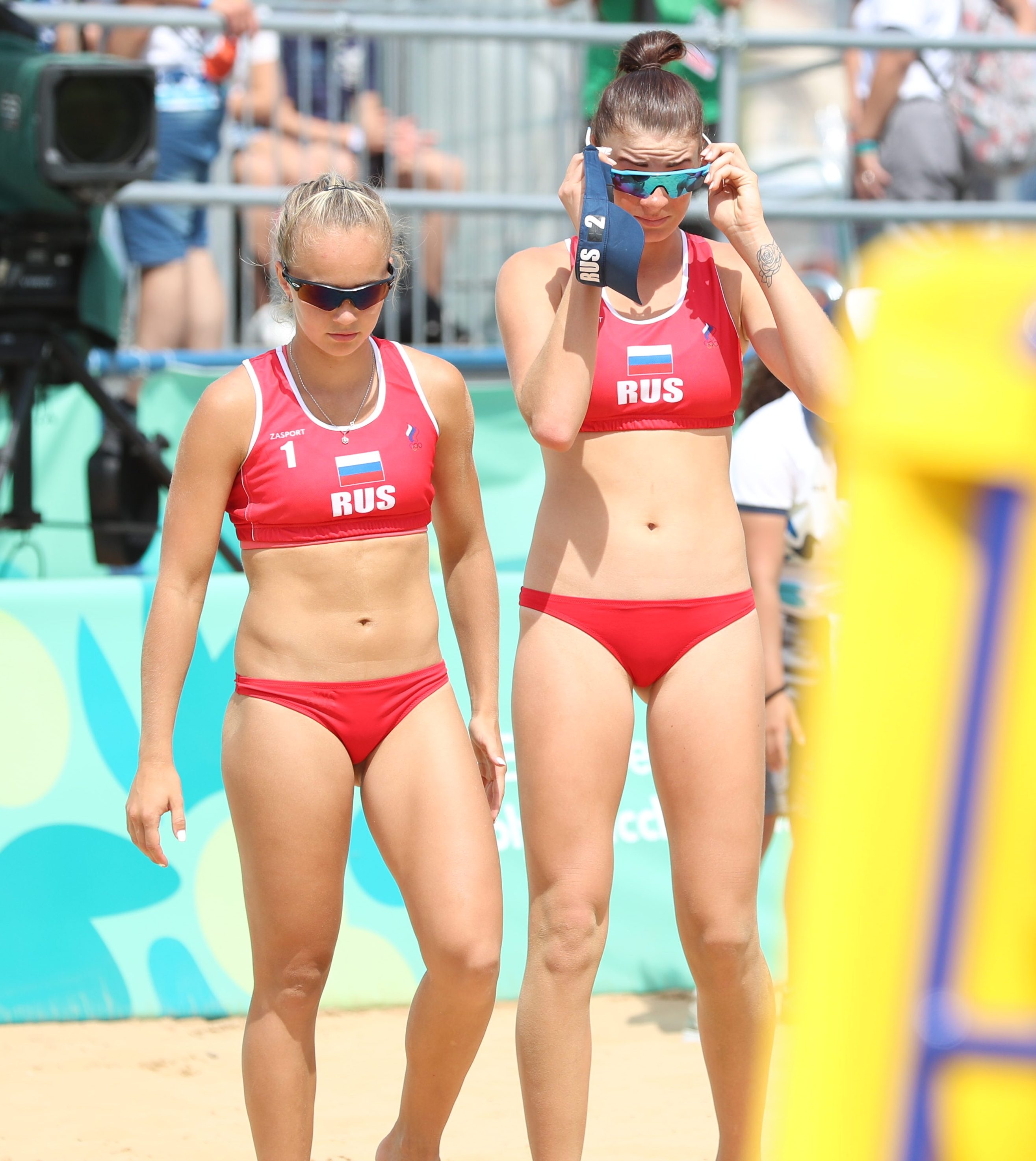
Die Russinnen Marija Alexandrowna Botscharowa und Marija Alexandrowna Woronina dominieren derzeit die weiblichen Nachwuchswettbewerbe.

Der Weltverband FIVB veranstaltet Weltmeisterschaft für die Altersklassen U21 und U19. Bei der U21-WM 2019 in Udon Thani (Thailand) siegten die Brasilianerinnen Victoria Lopez Pereira und Vitoria de Souza sowie ihre Landsmänner Renato und Rafael Lima de Carvalho. Im Juli 2018 fand die U19-WM in Nanjing (China) statt. Dabei setzten sich die russischen Duos Botscharowa/Woronina und Tschekunow/Weretjuk durch. Die 2020er Ausgabe wurde aufgrund der Corona-Pandemie verschoben und findet vom 15. bis 19. September 2021 in Ban Nong Ya Ma (Provinz Roi Et, Thailand) statt.
Europameisterschaften gibt es für die Altersklassen U22, U20 und U18. Das U22-Turnier 2021 in Baden gewannen die Russinnen Botscharowa/Woronina sowie die Schweden Åhman/Hellvig. Bei der U20-Meisterschaft 2019 in Göteborg siegten ebenfalls Botscharowa/Woronina bei den Frauen; der Titel der Männer ging an die Niederländer Yorick de Groot und Matthew Immers. Das U18-Turnier 2019 in Baden gewann Botscharowa mit Jelisaweta Gubina, während sich die Deutschen Leon Meier und Lui Wüst in der männlichen Konkurrenz durchsetzten.
Außerdem ist Beachvolleyball eine Disziplin bei den Olympischen Jugendspielen. Beim Turnier 2018 siegten die Russinnen Botscharowa/Woronina sowie die Schweden David Åhman und Jonatan Hellvig. Die nächste Ausgabe ist für 2026 in Dakar geplant.

## Organisation und Wettbewerbe in einzelnen Ländern

### Deutschland

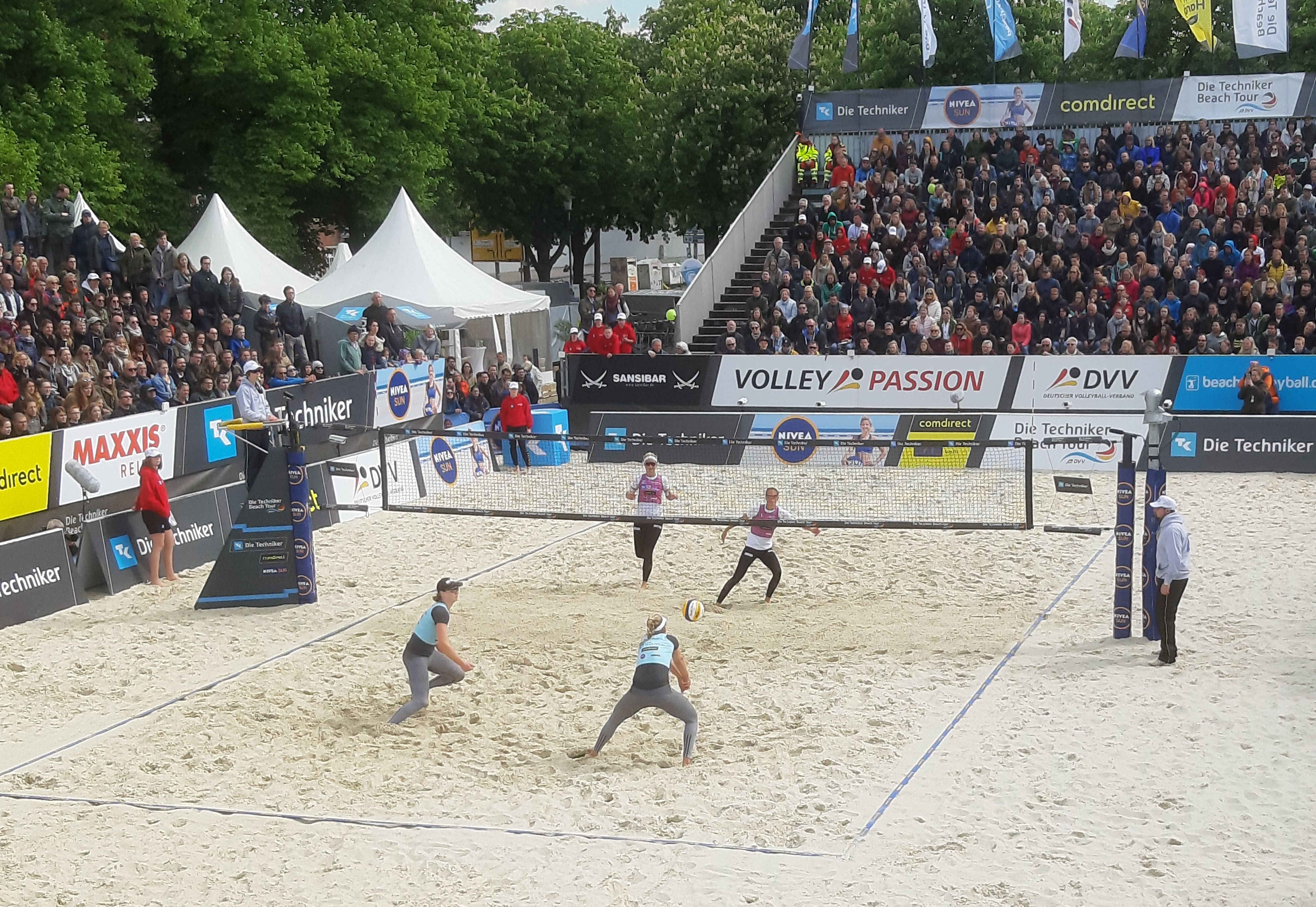
Techniker Beach Tour 2019 in Münster, Finale der Frauen

Die Geschichte der Beachvolleyball-Turniere in Deutschland begann Ende der 1980er Jahre. 1991 gab es die erste deutsche Turnierserie. Seit 1992 bildet die deutsche Meisterschaft den Abschluss und Höhepunkt der Turnierserie. Die erste deutsche Meisterschaft wurde im Ostseebad Damp ausgetragen, bevor sich 1993 Timmendorfer Strand als ständiger Veranstaltungsort etablierte.
Mit der Masters-Serie setzte sich die Entwicklung der Sportart fort. Die Anzahl der Turniere stieg bis Mitte der 1990er Jahre zeitweise auf über 30 Veranstaltungen. Als die Anzahl reduziert wurde, blieb das Interesse der Zuschauer – auch wegen der internationalen Erfolge deutscher Spieler – bestehen. 2005 geriet der nationale Beachvolleyball-Sport in eine Krise. Nachdem bereits im Vorjahr nur noch fünf Masters-Turniere stattgefunden hatten, sollten TV-Übertragungen bei RTL der Serie zu neuer Aufmerksamkeit verhelfen, doch nach einem Sommer beendete der Fernsehsender die Kooperation. Seit 2006 gab es als einzige deutsche Turnierserie die Smart Beach Tour. Die höchste Turnierserie wurde 2018 als Techniker Beach Tour neu gestaltet.
Sie fand 2019 in acht Austragungsorten statt, von denen jeweils die Hälfte in Städten und am Strand liegen. Die Tour 2020 wurde wegen der COVID-19-Pandemie in Deutschland zunächst abgesagt. Später richtete der DVV die Comdirect Beach Tour 2020 ein, die sich aus Turnieren für die Top-Teams und Qualifikationsturnieren zur deutschen Meisterschaft zusammensetzt. Nationale Turniere in Deutschland werden vom Deutschen Volleyball-Verband mit der Deutschen Volleyball Sport GmbH organisiert.
Angesichts der Absagen anderer Wettbewerbe veranstaltete eine Gruppe um die Profis Alexander Walkenhorst und Daniel Wernitz im Juni/Juli 2020 als neuen Wettbewerb die Beach-Liga.
Zum Jahresbeginn 2017 richtete der DVV zur Förderung seiner Spitzenduos einen zentralen Stützpunkt in Hamburg ein. Die Einrichtung führte in den ersten Monaten zu kritischen Äußerungen der Spieler, die sich oft selbst organisieren, bevor der Verband individuelle Lösungen vereinbarte.
Zahlreiche internationale Turniere fanden bereits in Deutschland statt. Zunächst etablierte sich Berlin als regelmäßiger Gastgeber. Von 1995 bis 2008 gastierte die FIVB World Tour jedes Jahr in der Hauptstadt, ab 2003 mit einem Grand Slam, der lediglich 2006 wegen der Fußball-WM ausfiel. 2005 fand die Weltmeisterschaft in Berlin statt. 2002 in Timmendorfer Strand, 2008 in Hamburg und 2010 in Berlin wurden Europameisterschaften ausgetragen. Darauf folgte die Weltmeisterschaft 2015. Hamburg wurde später der wichtigste Standort für internationale Turniere in Deutschland. 2016 gab es hier erstmals ein Turnier der Beachvolleyball-Weltserie und 2017 sowie 2018 fand dort jeweils das Finale der World Tour statt. Das Tennisstadion am Rothenbaum war auch Austragungsort der Beachvolleyball-Weltmeisterschaft 2019.

### Österreich
Bei der österreichischen Meisterschaft werden seit 1994 die Staatsmeister der Frauen und Männer ermittelt. Auf nationaler Ebene findet eine Turnierserie statt. Diese wurde 2013 neu organisiert, als der bisherige Vermarkter der deutschen Turnierserie die Organisation übernahm. Seit 2015 gibt es die Austrian Beach Volleyball Tour. Die Pro Tour wird 2020 mit acht Turnieren ausgetragen Hinzu kommen eine Amateur- und eine Junior-Tour. In früheren Jahren fanden Turnierserien unter anderen Sponsorennamen statt.
Das größte Turnier Österreichs fand lange Zeit in Klagenfurt am Wörthersee statt. 2017 kam das Aus für das von Hannes Jagerhofer organisierte Turnier. Von 1997 bis 2000 hatte es auf der FIVB World Tour den Rang eines Open-Turniers. 2001 war die Stadt Austragungsort der Weltmeisterschaft und im folgenden Jahr wurde Klagenfurt zum Grand Slam heraufgestuft. 2013 und 2015 wurden in Klagenfurt die Europameisterschaften ausgetragen. 2017 fand in Wien die zweite Weltmeisterschaft auf österreichischem Boden statt.

### Schweiz
Die erste Schweizer Meisterschaft im Beachvolleyball fand 1992 in Luzern statt, nachdem es zwei Jahre zuvor das erste Turnier überhaupt gegeben hatte. 1993 wurde erstmals eine Turnierserie ausgetragen, die in den nächsten Jahren immer umfangreicher wurde. Wie in Deutschland bildet die nationale Meisterschaft den Abschluss der Tour. Seit 1996 ist Bern der feste Austragungsort für diese Veranstaltung; nur 2003 wurde die Meisterschaft an den Zürcher Hauptbahnhof verlegt. 2019 fanden auf der Coop Beachtour sechs Turniere sowie die Meisterschaft in Bern Ende August statt. 2020 wurde die Turnierserie wegen der COVID-19-Pandemie in der Schweiz komplett abgesagt. Seit der Saison 2024 wird die höchste nationale Turnierkategorie, die A-1 Tour, als Emmi Caffè Latte Beachtour ausgetragen.
Gstaad war Gastgeber der Beachvolleyball-Weltmeisterschaft 2007 und ist Austragungsort eines Turniers der World Tour. Weiterhin wurden 2002 in Basel und 2016 in Biel/Bienne Europameisterschaften ausgetragen.

### Vereinigte Staaten
Im Juli 1983 gründeten US-amerikanische Profispieler die Association of Volleyball Professionals, um ihre Rechte bei der Vermarktung und finanziellen Fragen besser durchzusetzen. Der neue Verband startete nach einem Streik der Spieler bei einer inoffiziellen Weltmeisterschaft 1984 in Redondo Beach eine eigene Turnierserie.
Die AVP Tour entwickelte sich in den folgenden Jahren mit attraktiven Preisgeldern in Konkurrenz zur FIVB World Tour. Viele Spieler verzichteten zugunsten der AVP Tour auf die Teilnahme an einigen anderen internationalen Turnieren. Wegen der Folgen der Weltfinanzkrise musste die Serie im Jahr 2010 abgebrochen werden. Mit Hilfe eines neuen Investors wurde 2013 erstmals wieder eine komplette Serie der AVP-Tour ausgetragen. 2017 führte die AVP zwei eigene Regeln ein, die sich vom Regelwerk der FIVB unterscheiden. Die AVP Tour 2019 bestand aus acht Turnieren, von denen drei zur höherwertigen Gold Series gehörten. Die AVP Tour 2020 wurde wegen der COVID-19-Pandemie in den Vereinigten Staaten auf eine Champion Cup Series mit drei Turnieren verkürzt. Für Spieler, die noch keine Profis sind, und für den Nachwuchs gibt es die untergeordnete Turnierserien AVP Next und AVP First.
Die NCAA nahm Beachvolleyball für Frauen 2009 als „emerging sport“ (entstehende Sportart) ins universitäre Sportprogramm auf. 2015 beschloss die Organisation, im folgenden Jahr erstmals eine NCAA-Meisterschaft durchzuführen.

### Brasilien
Die Beachvolleyball-Wettbewerbe in Brasilien werden vom nationalen Volleyballverband Confederação Brasileira de Voleibol (CBV) organisiert. Die größte nationale Turnierserie ist der Circuito Brasileiro Open. Die Serie erstreckt sich über etwa neun Monate. Die erste Ausgabe fand 1991 nur für Männer statt, bevor ein Jahr später die Frauen hinzukamen. Die erfolgreichsten Teilnehmer sind Emanuel Rego und Larissa França. Als zweite Serie gibt es seit 2012 die Challenger-Turniere unter dem Titel Circuito Banco do Brasil Nacional. Hier treten die Mannschaften an, die sich nicht für die Open-Serie qualifizieren. Seit 2014 gibt es am Saisonende die Superpraia als nationale Meisterschaft. Dafür qualifizieren sich die 14 besten Mannschaften der aktuellen Saison und zwei Wildcard-Gewinner.

### Weitere nationale Wettbewerbe
Außerhalb des deutschsprachigen Raums gibt es weitere nationale Turnierserien. Folgende Länder haben im Jahr 2019 entsprechende Wettbewerbe, die vom Weltverband FIVB offiziell anerkannt sind: Australien, Belgien, Frankreich, Griechenland, Italien, Japan, Lettland, Niederlande, Polen, Spanien, Tschechien, Türkei.

## Erfolgreichste Spieler

### Deutschland

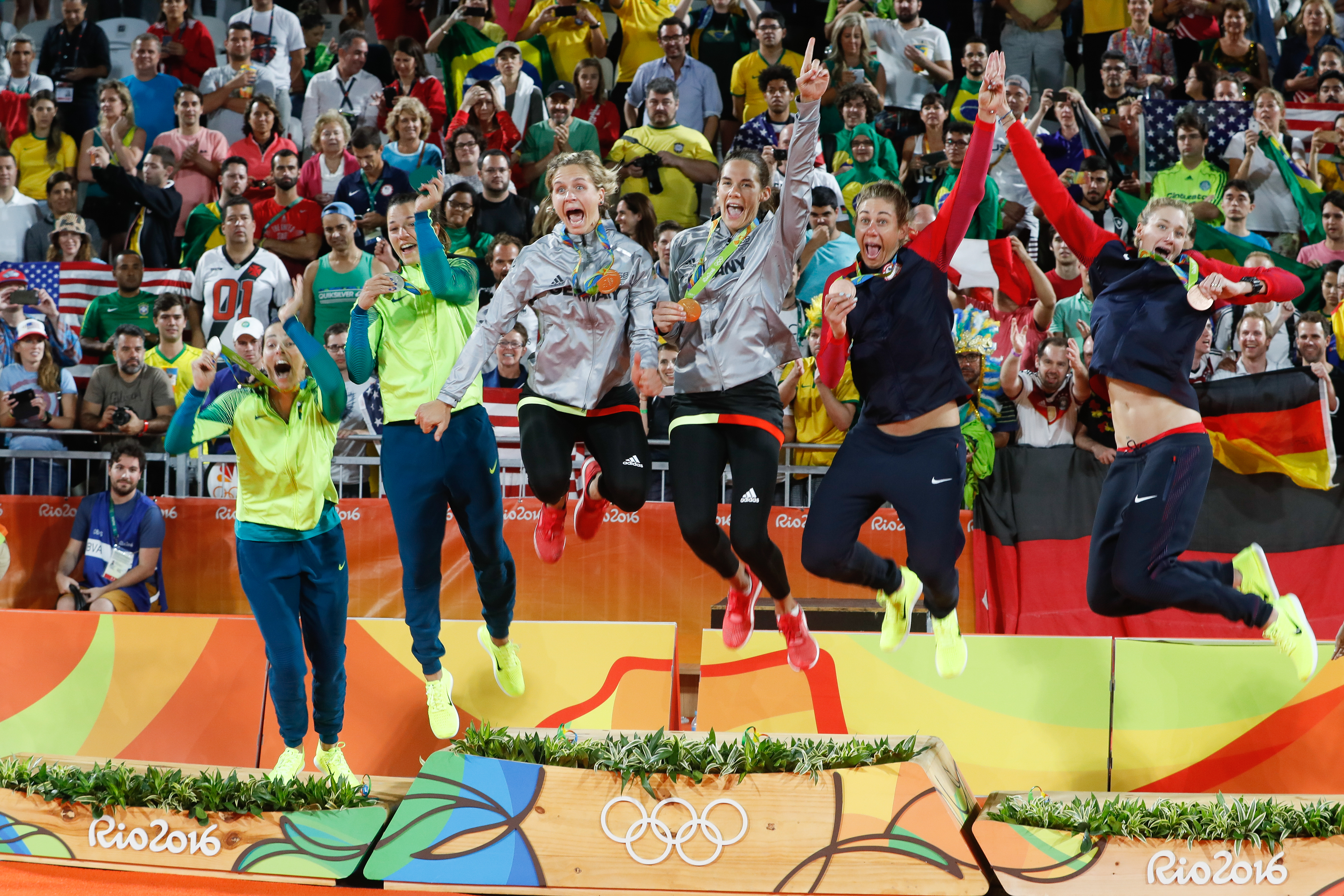
Laura Ludwig und Kira Walkenhorst bei der Siegerehrung der Olympischen Spiele 2016

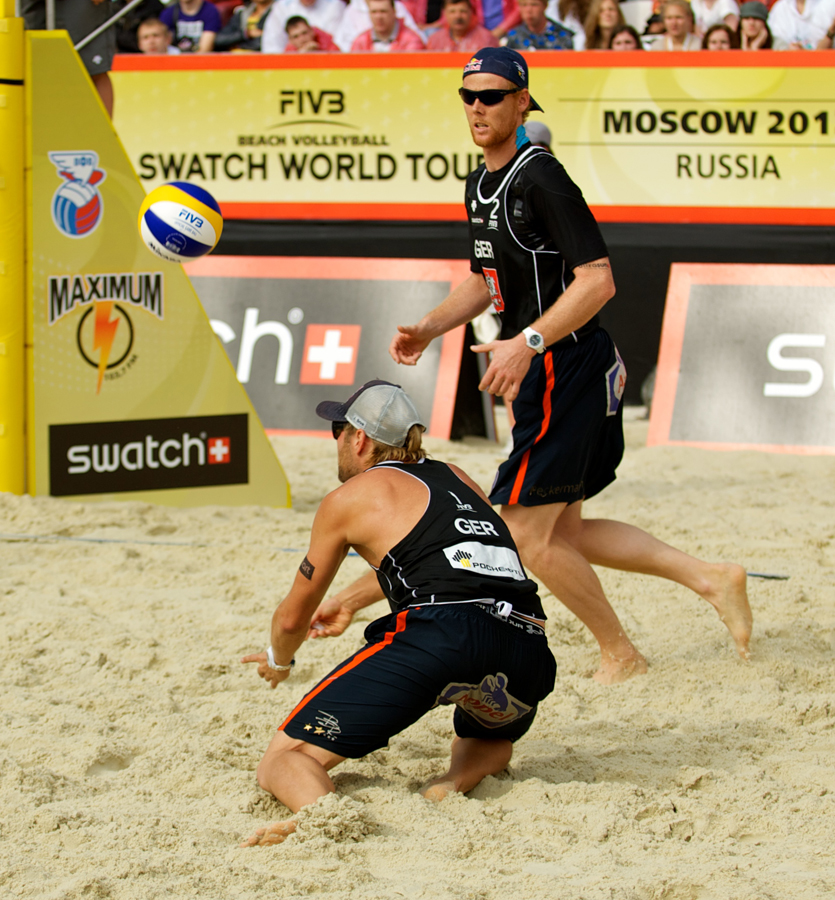
Julius Brink und Jonas Reckermann 2012 in Moskau

Deutsche Teams gewannen bereits zweimal olympisches Gold. 2012 in London setzten sich Julius Brink und Jonas Reckermann durch und 2016 in Rio de Janeiro siegten Laura Ludwig und Kira Walkenhorst.
Ludwig ist auch insgesamt die erfolgreichste deutsche Spielerin. Mit Sara Goller wurde sie Europameisterin 2008 und 2010, zweimal Vizeeuropameisterin und viermal deutsche Meisterin. Mit Walkenhorst folgten zwei weitere EM-Titel 2015 und 2016, drei deutsche Meisterschaften, der Olympiasieg und der Gewinn der Weltmeisterschaft 2017. Außerdem wurde Ludwig insgesamt zehnmal zur Beachvolleyballerin des Jahres gewählt. Sie wurde mit Clemens Wickler auch 2019 gewählt.
Bereits zuvor waren deutsche Spielerinnen international erfolgreich. Die ersten beiden EM-Turniere endeten mit deutschen Siegen. Besonders erfolgreich waren dabei Danja Müsch und Beate Bühler, die 1994 das Turnier gewannen und in den nächsten beiden Jahren Dritte und Zweite wurde. Müsch kam bei der EM 2000 noch mal ins Finale. Die mehrfache Beachvolleyballerin des Jahres nahm an drei Olympischen Spielen teil. und spielte auch mit Susanne Lahme, die zuvor 263 Länderspiele als Hallenvolleyballerin absolviert hatte.
Stephanie Pohl und Okka Rau gewannen 2003 das rein deutsche EM-Finale und vertraten ihr Land bei den Olympiaturnieren in Athen und Peking. Als erste deutsche Frauen-Mannschaft gewannen sie im Juli 2008 in Marseille ein Turnier der FIVB World Tour. 2010 kamen es zu einem weiteren deutschen EM-Finale zwischen Goller/Ludwig sowie Ilka Semmler und Katrin Holtwick, die im Vorjahr deutsche Meister geworden waren und 2007 bereits an der Spitze der kontinentalen Rangliste gestanden hatten. Ein weiteres deutsches Spitzenduo waren Karla Borger und Britta Büthe, die 2013 Vizeweltmeisterinnen und 2014 deutsche Meisterinnen wurden. 2016 nahmen sie an den Olympischen Spielen teil und wurden EM-Dritte. Nach weiteren Medaillen 2017 liegen die deutschen Frauen damit in der ewigen Rangliste der Europameisterschaft deutlich vorne.
Als die ersten großen Beachvolleyball-Turniere stattfanden, waren Jörg Ahmann und Axel Hager das erfolgreichste deutsche Männer-Duo. Ihren größten Erfolg schafften sie mit dem Gewinn der olympischen Bronzemedaille 2000 in Sydney. Sie wurden Dritte der Europameisterschaft 1994 und standen zwei Jahre später im Finale. Die Veranstalter der deutschen Meisterschaft ehrten die fünffachen Titelträger, indem sie die Ahmann-Hager-Arena in Timmendorfer Strand nach ihnen benannten. Andreas Scheuerpflug war gleich zweimal bei Olympischen Spielen vertreten, 2000 mit Oliver Oetke und 2004 mit Christoph Dieckmann, der zuvor mit seinem Bruder Markus Dieckmann gespielt hatte. Letzterer stand 2002 bis 2004 mit dem späteren Olympiasieger Jonas Reckermann dreimal im EM-Finale und gewann zwei Titel; 2005 kam ein dritter Platz hinzu.
Christoph Dieckmann wurde Europameister 2006 mit Julius Brink, der im Vorjahr an der Seite von Kjell Schneider in Berlin WM-Dritter geworden war. Später kamen Brink und Reckermann zusammen und avancierten zum erfolgreichsten deutschen Männer-Duo. Sie gewannen 2009 als erste Europäer überhaupt die Weltmeisterschaft. 2011 erreichten sie in Rom den dritten Platz und wurden anschließend in einem deutschen Endspiel erstmals gemeinsam Europameister. 2012 folgte neben dem Olympiasieg der nächste gemeinsame EM-Titel. Nach dem Karriereende von Brink/Reckermann gab es bei den deutschen Männern eine schwächere Phase. Julius Thole und Clemens Wickler waren 2018 Vierte des World-Tour-Finales und deutsche Meister, bevor sie 2019 in Hamburg Vizeweltmeister wurden.

### Österreich
Österreich hat sich spätestens 2003 als erfolgreiche Nation im internationalen Beachvolleyball etabliert. In diesem Jahr gewannen Nik Berger und Clemens Doppler in Rhodos die erste FIVB-Bronzemedaille für Österreich und danach die Europameisterschaft in Alanya. 2007 gab es für Doppler in Valencia den nächsten Titel, diesmal an der Seite von Peter Gartmayer. Sie besiegten Nummerdor/Schuil, die anschließend selbst dreimal in Folge den Titel gewannen. Zweimal standen den Niederländern dabei österreichische Duos gegenüber. 2014 gewannen Doppler/Horst EM-Bronze in Cagliari. 2017 erreichten sie das WM-Finale in Wien.
Die österreichischen Frauen waren bisher bei den großen Turnieren weniger erfolgreich. Erst 2011 in Kristiansand gewannen Barbara Hansel und Sara Montagnolli die erste EM-Medaille für ihr Land. Das zweite Nationalteam bildeten die Schwestern Doris und Stefanie Schwaiger. Sie erreichten bei den Olympischen Spielen 2008 und 2012 sowie bei den Weltmeisterschaften 2009 und 2013 den fünften Rang, ehe sie 2013 vor eigenem Publikum in Klagenfurt Europameisterinnen wurden.

### Schweiz
Die Schweizer Männer sind nach Deutschland die zweiterfolgreichste Nation bei Europameisterschaften. Den größten Anteil an diesem Erfolg haben die Brüder Martin und Paul Laciga, die das Turnier von 1998 bis 2000 dreimal in Folge gewannen, nachdem sie 1997 bereits Dritter geworden waren. Nach den drei Siegen standen sie außerdem noch zweimal im Endspiel. Markus Egger und Sascha Heyer, die den Laciga-Brüdern in Getxo noch unterlegen waren, schafften 2001 die Revanche. Außerdem wurden sie 2003 Dritter und 2004 Zweite. Patrick Heuscher und Stefan Kobel komplettierten mit drei Podestplätzen die Erfolgsbilanz. Sie gewannen 2004 in Athen auch die bislang einzige Olympiamedaille der Schweiz. Bei Weltmeisterschaften stand Paul Laciga zweimal im Finale: 1999 mit seinem Bruder und 2005 mit Heyer unterlag er jeweils gegen brasilianische Teams.
Bei Olympischen Spielen und Weltmeisterschaften konnten die Schweizer Frauen noch keine Medaillen gewinnen. An allen drei Medaillen bei Europameisterschaften war Simone Kuhn beteiligt. 2001 erreichte sie mit Nicole Schnyder-Benoit das Finale und 2004 gewann das Duo das Turnier in Timmendorfer Strand. 2012 wurden Kuhn/Zumkehr Dritte beim World-Tour-Turnier in Gstaad.

### Vereinigte Staaten
Da die Ursprünge des Beachvolleyballs in den Vereinigten Staaten liegen, brachten die USA schon in den ersten Jahrzehnten viele starke Spieler hervor. Gemeinsam mit Brasilien dominierten sie die ersten großen Turniere. Durch die eigene Turnierserie in der Heimat sammelten sie zusätzliche Erfahrungen auf hohem Niveau.
Karch Kiraly gehörte zu den prominentesten Spielern, die sich um eine Professionalisierung der Sportart bemühten. Mit seinem Partner Kent Steffes gewann er in einem rein amerikanischen Finale gegen Michael Dodd und Mike Whitmarsh das Olympiaturnier in Atlanta und wurde damit zum ersten Spieler, der sowohl in der Halle als auch im Sand Goldmedaillen holte. Bei der Weltmeisterschaft in Los Angeles belegten US-amerikanische Duos die Plätze zwei und drei hinter den Brasilianern. Auch das zweite olympische Gold ging im Jahr 2000 an die USA, als Dain Blanton und Eric Fonoimoana in Sydney triumphierten. Dax Holdren und Stein Metzger wurden 2003 Vizeweltmeister und im folgenden Jahr Fünfte in Athen. Mit dem WM-Sieg 2007 begann die Erfolgsserie von Todd Rogers und Phil Dalhausser, die ein Jahr später in Peking auch das olympische Finale für sich entschieden und 2009 in Stavanger WM-Dritte wurden. In den folgenden Jahren gingen die Medaillen bei Olympischen Spielen und Weltmeisterschaften hingegen an die Konkurrenz aus Brasilien und Europa.
Die US-amerikanischen Frauen-Duos wurden bei den ersten beiden Weltmeisterschaften jeweils Zweite und Dritte hinter den brasilianischen Siegerinnen. Zwei dieser Spielerinnen, Holly McPeak und Elaine Youngs, wurden 2004 in Athen Olympiadritte. Die Goldmedaille gewannen Kerri Walsh und Misty May-Treanor, die seit der WM 2003 in Rio de Janeiro die internationale Konkurrenz dominierten. Sie verteidigten ihren WM-Titel zweimal erfolgreich und schafften 2008 und 2012 zwei weitere Olympiasiege. Walsh holte zusammen mit April Ross zudem 2016 die Bronzemedaille und ist damit die erfolgreichste Beachvolleyball-Olympionikin. 2009 siegten April Ross und Jennifer Kessy bei der Weltmeisterschaft. 2011 standen Walsh/May-Treanor wieder selbst im WM-Finale, das sie allerdings gegen die Brasilianerinnen Larissa/Juliana verloren. Bei der WM 2017 mussten sich April Ross und ihre neue Partnerin Lauren Fendrick im Endspiel dem deutschen Duo Ludwig/Walkenhorst geschlagen geben.

### Brasilien
Neben den Vereinigten Staaten ist Brasilien das zweite Herkunftsland des Beachvolleyballs. Deshalb haben die Südamerikaner viele erfolgreiche Spieler hervorgebracht, die sich mit den US-Amerikanern die Medaillen bei den ersten Turnieren teilten. Sie gewannen bei Weltmeisterschaften bisher insgesamt zwölf Endspiele. Bei den Frauen holten brasilianische Teams bisher bei jedem WM-Turnier mindestens eine Medaille; bei den Männern gelang dieses mit einer Ausnahme (Gstaad 2007) auch bei jedem WM-Turnier. Bei Olympischen Spielen gewann Brasilien insgesamt dreizehn Medaillen, darunter drei goldene. Außerdem gab es zahlreiche Siege bei internationalen FIVB-Turnieren.
Sandra Pires und Jackie Silva gewannen die ersten Titel bei den wichtigsten Beachvolleyball-Veranstaltungen. 1996 in Atlanta wurden sie in einem brasilianischen Duell die ersten Olympiasiegerinnen und ein Jahr später entschieden sie auch die Weltmeisterschaft in Los Angeles für sich. Sandra Pires war in anderen Paarungen weiterhin erfolgreich. Mit ihrer vorherigen Endspielgegnerin Adriana Samuel Ramos holte sie 2000 Olympiabronze und mit Tatiana Minello stand sie 2001 im WM-Finale. In diesem Spiel verteidigten Adriana Behar und Shelda Bede ihren Titel, die 1997 bereits Dritter geworden waren. Der zweite Platz 2003 vervollständigte ihre Medaillensammlung bei Weltmeisterschaften. Außerdem standen sie 2000 und 2004 im olympischen Finale. Bei der WM 2005 in Berlin begann die Erfolgsserie von Larissa und Juliana. Nach drei Podiumsplätzen in Folge wurden sie 2011 durch einen Sieg gegen die US-Amerikanerinnen Walsh/May-Treanor erstmals Weltmeisterinnen. 2015 gewannen brasilianische Duos alle drei WM-Medaillen mit Ágatha Bednarczuk und Bárbara Seixas als Siegerinnen. Dieses Duo holte bei den Olympischen Spielen 2016 in Rio de Janeiro die Silbermedaille.
Bei den Männern sorgten Guilherme und Pará für die ersten brasilianischen Erfolge. Sie gewannen die Weltmeisterschaft 1997 und wurden 1999 Dritter. Der Titel ging in Marseille an Emanuel Rego und José Loiola. Letzter stand 2001 mit dem olympischen Silbermedaillengewinner Ricardo Santos erneut im Endspiel. Emanuel/Ricardo bildeten anschließend ein neues Duo, das 2003 vor heimischen Publikum Weltmeister wurde und ein Jahr später beim Olympiaturnier in Athen triumphierte. Bei der nächsten WM 2005 in Berlin siegte der vorherige Dritte Márcio Araújo mit seinem neuen Partner Fabio Luiz. Bei den Olympischen Spielen 2008 in Peking wurde das Duo Zweiter vor Emanuel/Ricardo. 2011 kam es bei der WM in Rom zu einem brasilianischen Finale, in dem Emanuel und Alison, der 2009 mit Harley gegen Brink/Reckermann unterlegen war, Márcio Araújo und Ricardo besiegten. Bei den Weltmeisterschaften 2015 (Alison / Bruno Schmidt) und 2017 (Evandro / André Loyola) setzten brasilianische Teams ihre Erfolgsgeschichte fort.

## Beachvolleyball in den Medien
Beachvolleyball ist in den deutschen Medien weitestgehend eine Randsportart, die relativ wenig Beachtung findet. Dabei sind auch hohe Einschaltquoten möglich. Bei den Olympischen Spielen 2016 war das Beachvolleyball-Halbfinale der Frauen zwischen dem deutschen Duo Ludwig/Walkenhorst und den Brasilianerinnen Talita/Larissa mit 8,52 Millionen Zuschauern in Deutschland die meistgesehene Übertragung. Der Dokumentarfilm Ludwig/Walkenhorst – Der Weg zu Gold zeigt das deutsche Duo auf dem Weg zum Olympiasieg; er erschien auf DVD und wurde in einer gekürzten Version bei Das Erste im Free-TV gezeigt.
Die German Beach Tour als höchste deutsche Turnierserie wird teilweise vom Fernsehsender ProSieben Maxx live übertragen. Sportdeutschland.TV zeigt ebenfalls Beachvolleyball. Beachvolleyballer sind manchmal auch in Fernsehshows außerhalb von Sportübertragungen zu Gast. So trat das Duo Holtwick/Semmler beispielsweise bei TV total und beim TV total Turmspringen auf.
Das monatlich erscheinende Volleyball-Magazin (1977 bis 2002 Deutsche Volleyball-Zeitschrift) ist das mit einer Auflage von rund 4.400 Exemplaren das am weitesten verbreitete Printmedium für Volleyball und Beachvolleyball in Deutschland. Es bietet neben aktuellen Berichten und Reportagen auch Informationen zum Training.
In den Vereinigten Staaten gibt es diverse Medienpartner für Beachvolleyball. Die Spiele der nationalen AVP-Tour 2019 sind bei Amazon Prime zu sehen. In früheren Jahren war NBC der TV-Partner der AVP-Tour. Einige internationale Wettbewerbe, die in den USA stattfinden, zeigt der Sportsender ESPN. Dort wird auch die NCAA-Meisterschaft übertragen.
In Brasilien wurde Beachvolleyball erstmals 1985 im Fernsehen übertragen. Mittlerweile wird die nationale Turnierserie im Fernsehen vom Sportsender SporTV gezeigt, der zum Netzwerk Rede Globo gehört. Außerdem gibt es Übertragungen auf der Facebook-Seite des Volleyballverbands CBV.
Weitere Übertragungen von Beachvolleyball-Wettbewerben aus diversen Ländern gibt es online in Livestreams und On-Demand-Videos. Die FIVB betreibt einen YouTube-Kanal und das Portal Laola1.tv zeigt ebenfalls diese Sportart.

## Kontroverse um Spielkleidung und Sexismus

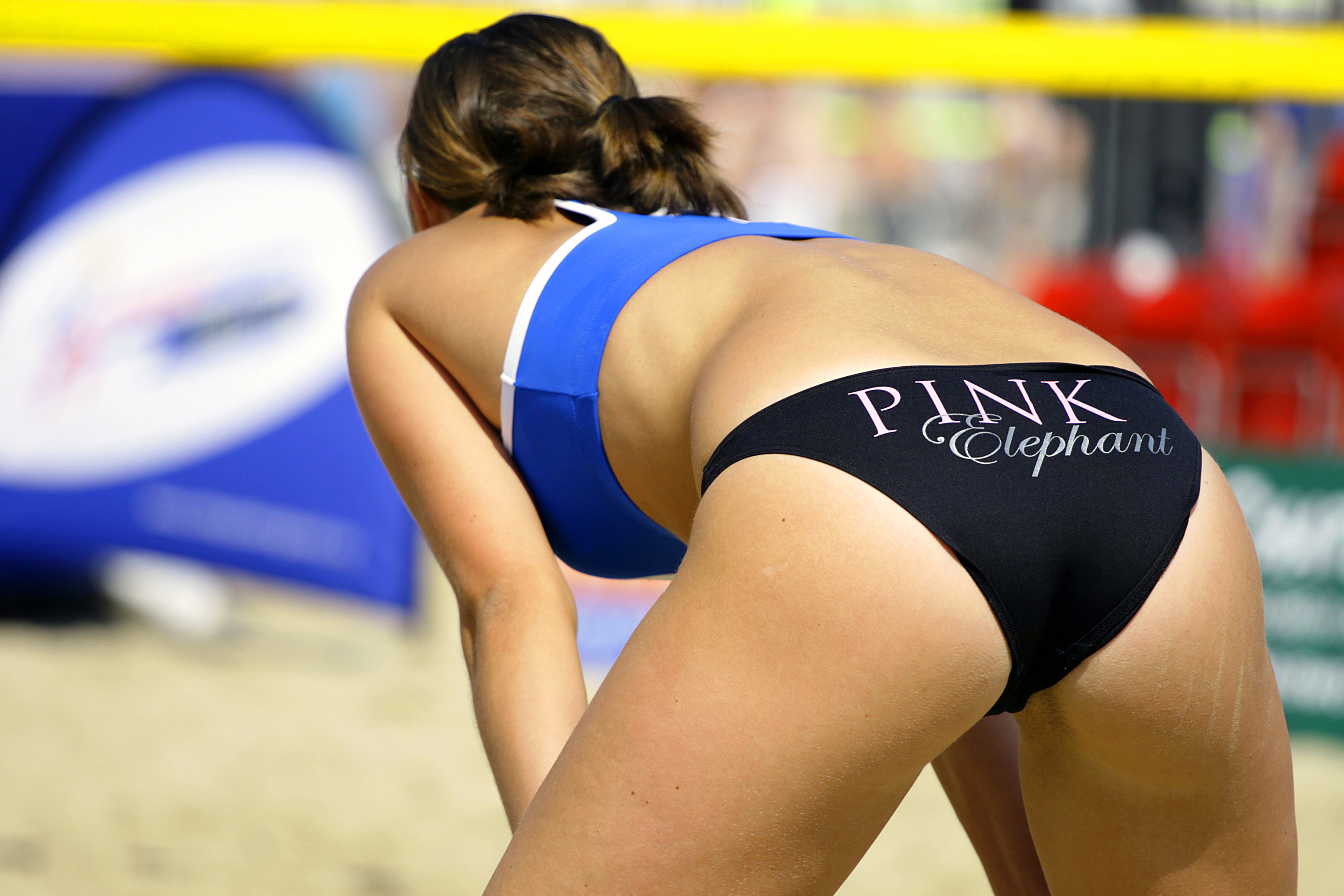
Knappe Spielkleidung einer Beachvolleyballspielerin

Anlässlich der Olympischen Spiele 2004 erließ die FIVB eine offizielle Vorschrift, dass die Bikini-Hosen der Frauen an der Seite nur sieben Zentimeter breit sein dürfen.
Die knappe Bekleidung beim Beachvolleyball hat immer wieder zu Kontroversen geführt. Eine Untersuchung der TV-Übertragungen der Frauenspiele im olympischen Beachvolleyballwettbewerb 2004 ergab, dass knapp 40 % der Kameraeinstellungen auf Brust oder Gesäß der Spielerinnen fokussierten, was zu der Annahme führte, dass weniger die sportliche Komponente als vielmehr das Aussehen der Frauen im Vordergrund stünden.
Kritiker bemängelten, dass durch das olympische Reglement alle Beachvolleyball-Spielerinnen dazu beitragen mussten, das Produkt Beachvolleyball mit Hilfe von sexueller Ausstrahlung zu vermarkten. Sportlerinnen aus islamischen Ländern wurden dadurch benachteiligt.
Spielerinnen weisen darauf hin, dass der Bikini der Vermarktung förderlich ist und dass die Athletinnen in anderen Sportarten wie Leichtathletik und Schwimmen auch knappe, enganliegende Kleidung tragen. Einige Spielerinnen vermarkten erotische Fotos.
Im März 2012 änderte die FIVB aus Rücksicht auf religiöse Einschränkungen die Kleidungsvorschriften für die Spielerinnen. Diese dürfen seitdem neben den bisher üblichen Bikinis auch Shorts tragen, die mindestens drei Zentimeter oberhalb des Knies enden müssen.
Bei den Olympischen Spielen 2016 erhielt das Thema bei einem Vorrundenspiel internationale Aufmerksamkeit, als das deutsche Duo Ludwig/Walkenhorst in den üblichen Bikinis auf die mit langer Kleidung angetretenen Ägypterinnen el-Ghobashy/Meawad traf.

## Freizeitsport

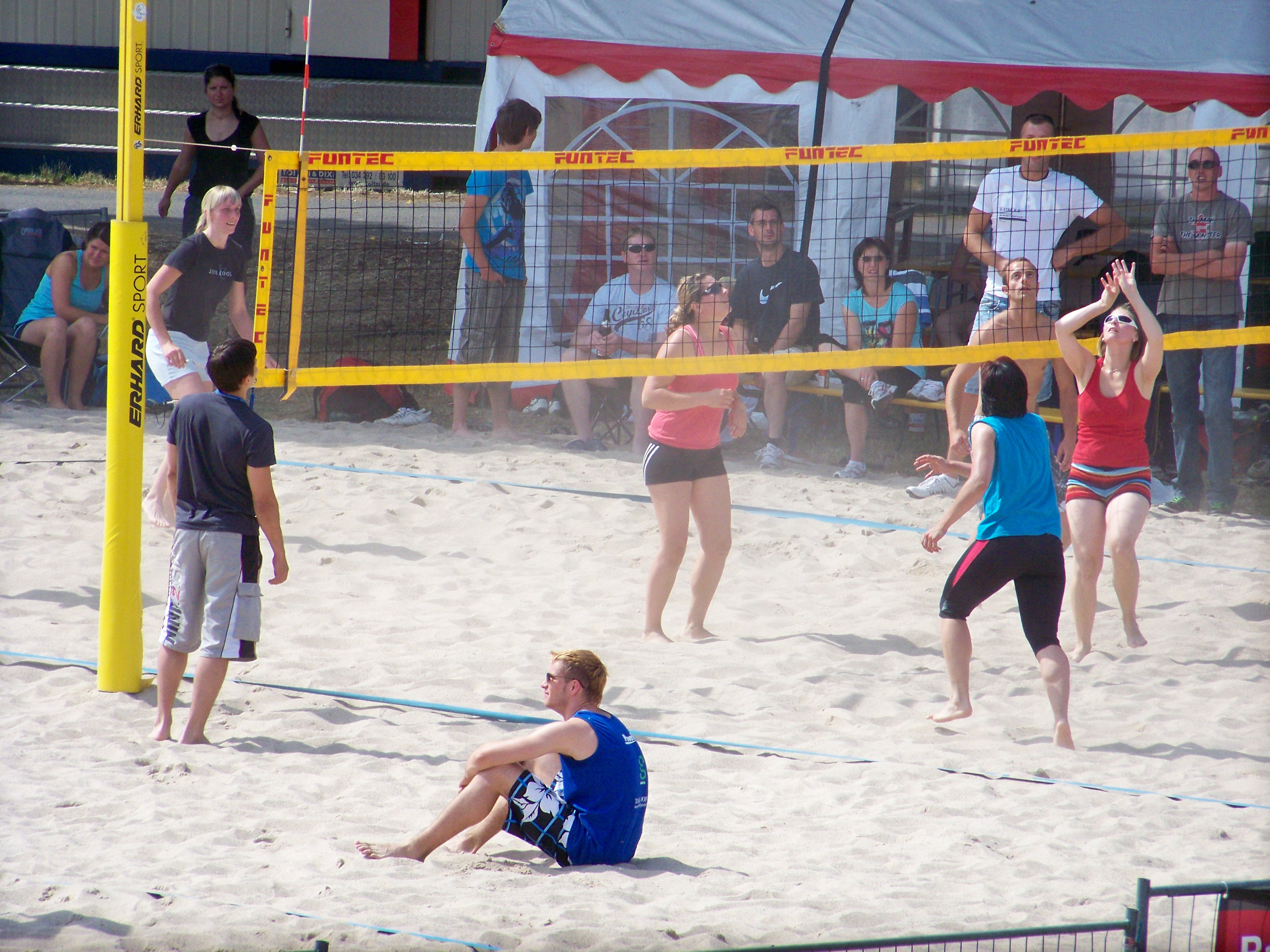
Freizeitturnier in Eilenburg

Beachvolleyball galt seit seiner Entstehung an den Stränden der USA lange Zeit als Trend- oder Freizeitsport. Heute wird der Sport sowohl von Profis als auch von zahlreichen Amateuren ausgeübt. Bei Freizeitturnieren werden die Regeln oft gelockert. So können bei manchen Turnieren zum Beispiel mehr als zwei Spieler pro Team antreten und es gibt gemischte Teams aus Männern und Frauen. Außerdem werden die Regeln bezüglich einer sauberen Technik nicht so streng gesehen. Seit 2007 veranstalten die Fanclubs der deutschen Volleyball-Bundesliga jährlich eine Meisterschaft als Beachvolleyball-Turnier.
Beachvolleyball wird beim Urlaub am Strand oder als Freizeitbeschäftigung gespielt. Auch in Innenstädten, die weit vom Meer entfernt liegen, entstehen Spielfelder. In manchen Städten gibt es auch Indoor-Anlagen zum Training im Winter oder bei schlechtem Wetter.

## Verwandte Sportarten

### Snowvolleyball

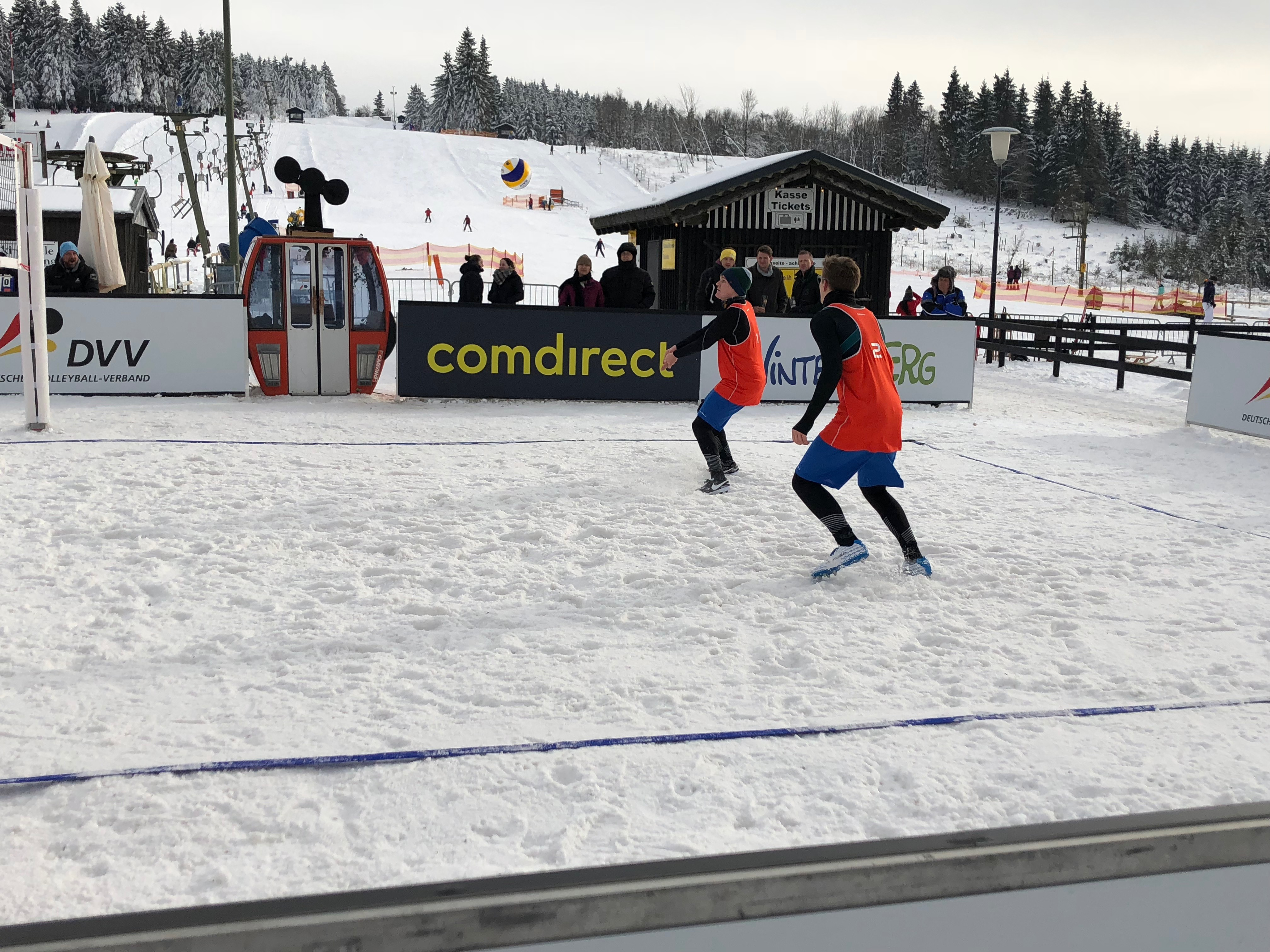
Spieler beim Snowvolleyball

Als Gegenstück zum Beachvolleyball im Sommer entstand die Wintersportart Snowvolleyball. Sie wird auf Schnee statt Sand und mit drei statt zwei Spielern gespielt. Die ersten Turniere gab es 2008 in Österreich. 2016 fand die erste Turnierserie der CEV statt und 2018 gab es die erste deutsche Meisterschaft und die erste Europameisterschaft. Snowvolleyball soll als Teil der Olympischen Winterspiele in Zukunft eine olympische Sportart werden.

### Footvolley
In den 1960er Jahren entstand an den Stränden Brasiliens ein neuer Trendsport. Footvolley kombiniert Beachvolleyball und Fußball. 2003 wurde der erste deutsche Verband gegründet. Seitdem bemühen sich die Aktiven um eine Professionalisierung ihrer Sportart.